# Five Nights at Freddy's
Five Nights at Freddy's (tạm dịch phiên âm tiếng Việt: Năm đêm ở nhà hàng Freddy's, và thường được viết tắt là FNaF) là một loạt thương hiệu truyền thông của Hoa Kỳ được sản xuất bởi Paul Polovich. Trò chơi đầu tiên cùng tên được phát hành lần đầu vào ngày 8 tháng 8 năm 2014, và loạt sê-ri phát hành tiếp theo đã gây tiếng vang lớn.
Sê-ri trò chơi điện tử chính bao gồm chín trò chơi thể loại kinh dị sinh tồn lấy bối cảnh ở những nơi liên quan đến chuỗi nhà hàng pizza gia đình hư cấu mang tên "Freddy Fazbear's Pizza" được đặt tên theo linh vật của nó, chú gấu robot Freddy Fazbear. Trong hầu hết trò chơi, người chơi đóng vai một nhân viên bảo vệ trực đêm, người phải dùng những công cụ như camera an ninh, đèn, cửa, và ống thông gió để bảo vệ bản thân khỏi những con thú máy (animatronic) có mặt ở nơi người chơi đang làm. Cốt truyện của sê-ri dần được hé lộ thông quá các đoạn ghi âm, minigame, và các trứng phục sinh được tìm thấy rải rác trò chơi.
Loạt thương hiệu bao gồm những trò chơi spin-off và các sản phẩm truyền thông khác, như bộ ba tiểu thuyết hay sê-ri tuyển tập, tất cả đều nằm trong cùng một vũ trụ hư cấu. Loạt thương hiệu cũng duy trì một cộng đồng fan mạnh mẽ được biết đến bởi các fan art và fangames về trò chơi. Trò chơi cũng tạo ra các sản phẩm được mua ở các cửa hàng toàn thế giới.

## Lịch sử và phát triển
Ý tưởng cho Five Nights at Freddy's xuất phát từ phản ứng tiêu cực của tựa game trước của Scott Cawthon, trò chơi thân thiện với gia đình Chipper & Sons Lumber Co. Người chơi của tựa game này cho biết nhân vật chính (một con hải ly trẻ) nhìn giống như "một con thú robot (animatronic) đáng sợ", và nhà phê bình game Jim Sterling cho rằng tựa game "vô tình trở nên đáng sợ". Sau ban đầu bị nản lòng vì những lời phê bình, Cawthon (người trước đó đa số phát triển các trò chơi về Thiên chúa giáo) quyết định sử dụng những lời góp ý để tạo ra cái gì đó thực sự đáng sợ hơn.
Five Nights at Freddy's được phát hành thông qua Desura vào ngày 8 tháng 8 năm 2014. Vào ngày 20 tháng 8, sau khi đã được chấp nhận thông qua dịch vụ crowdsourcing Greenlight của Steam, Five Nights at Freddy's cũng được phát hành trên nền tảng này. Khi trò chơi được các YouTuber nổi tiếng chơi, nó đã trở thành một hiện tượng internet.:82
Các phần game tiếp theo được phát hành lần lượt vào ngày 10 tháng 11, 2014; 2 tháng 3, 2015; 23 tháng 7, 2015; 7 tháng 10, 2016; 4 tháng 12, 2017; 27 tháng 6, 2018; 28 tháng 5, 2019; 25 tháng 11, 2019 và 16 tháng 12, 2021. Một trò chơi spin-off, mang tên FNaF World, được công bố bởi Paul Polovich vào tháng 9 năm 2015, và được phát hành vào tháng 1 năm 2016. Cawthon công bố những hình ảnh quảng bá trên trang web, và các trailer giới thiệu những tựa game trên kênh YouTube của mình.
Ông sử dụng Clickteam Fusion 2.5 để phát triển loạt trò chơi Five Nights at Freddy's và Autodesk 3ds Max để thiết kế và kết xuất đồ họa 3D cho trò chơi. Để tăng chất lượng cho Sister Location, Freddy Fazbear's Pizzeria Simulator, Ultimate Custom Night, Help Wanted, và Special Delivery, Cawthon đã sử dụng các diễn viên lồng tiếng chuyên nghiệp và nhạc nền gốc. Vào tháng 5 năm 2016, ông thông báo toàn bộ sê-ri sẽ được làm lại bởi một công ty bên thứ ba để phát hành trên máy chơi tay cầm.
Cawthon đăng trên trang web của mình vào năm 2015 rằng ông có kế hoạch xuất bản tiểu thuyết đầu tiên của mình (The Silver Eyes) trong tương lai gần, với cốt truyện tách biệt khỏi các trò chơi. Cawthon cũng thông báo tiểu thuyết sẽ được viết cùng với tác giả Kira Breed-Wrisley. Vào ngày 20 tháng 6 năm 2016, Scholastic thông báo họ sẽ hợp tác với Cawthon trong một hợp đồng xuất bản nhiều phần. The Silver Eyes được xuất bản vào ngày 17 tháng 12 năm 2015 trên Amazon Kindle, và phiên bản bìa cứng được xuất bản vào ngày 27 tháng 9 năm 2016, sớm hơn ngày xuất bản dự tính vào tháng 10. Tiểu thuyết tiếp theo có tên The Twisted Ones, được xuất bản vào ngày 27 tháng 6 năm 2017, theo sau là The Fourth Closet vào ngày 26 tháng 6 năm 2018.

## Lối chơi
Loạt sê-ri Five Nights at Freddy's bao gồm các trò chơi thể loại kinh dị nơi người chơi nhập vai một nhân viên ca đêm tại một địa điểm gắn liền với Freddy Fazbear's Pizza, một nhà hàng trẻ em hư cấu lấy cảm hứng từ chuỗi nhà hàng pizza gia đình như Chuck E. Cheese's hay ShowBiz PIzza Place. Các nhà hàng có những nhân vật robot kích thước lớn làm nhiệm vụ biểu diễn tại các bữa tiệc của trẻ em. Các robot này sẽ lang thang xung quanh nhà hàng vào buổi đêm và nhân vật bảo vệ có nhiệm vụ quan sát chúng. Để tiếp tục trong các phần game, người chơi phải bảo vệ bản thân khỏi những nhân vật robot này bằng nhiều công cụ khác nhau. Trong Five Night's at Freddy's, người chơi có thể điều khiển hai cánh cửa an nình liên kết phòng làm việc của họ với hai dãy hành lang như vật ngăn cách khỏi các robot trong nhà hàng. Mỗi đêm, người chơi có nguồn điện có hạn có thể bị giảm nhanh hơn khi một công cụ được sử dụng. Nếu hết điện, người chơi không thể sử dụng các công cụ và sẽ không còn khả năng tự vệ khỏi những robot. Five Nights at Freddy's 2 sử dụng các công cụ khác nhau; cửa bảo vệ không còn, và người chơi phải sử dụng một cái đầu robot rỗng và một đèn pin để tự vệ khỏi những con robot. Trò chơi cũng giới thiệu một chiếc hộp nhạc phải được xoay từ xa liên tục để tránh một đợt tấn công của một con robot. Những minigame phong cách 8-bit xuất hiện ngẫu nhiên sau khi người chơi thua cuộc cũng được giới thiệu.
Five Nights at Freddy's 3 sử dụng một màn hình theo dõi, bao gồm hệ thống âm thanh, camera, và thông khí. Người chơi phải duy trì những hệ thống này khỏi việc bị hư hỏng. Những sự cố này được kích hoạt ngẫu nhiên hoặc do ảo giác gây ra bởi những con robot từ trò chơi đầu tiên và thứ hai. Khả năng đóng lỗ thông khí cũng được thêm vào và phải được dùng để ngăn không cho robot có thật duy nhất trong trò chơi khỏi đi vào phòng làm việc. Các trò chơi minigame 8-bit cũng quay lại và được kích hoạt bằng cách hoàn thành những nhiệm vụ ngoài như nhấn vào tranh áp phích hoặc nhập mã vào tường. Nếu người chơi hoàn thành tất cả các minigame, họ sẽ mở khóa một kết thúc bí mất. Trong Five Nights at Freddy's 4, trò chơi lấy bối cảnh trong một căn phòng ngủ, và thay vì nhập vai thành một nhân viên bảo vệ ca đêm, người chơi đảm nhận vai một đứa trẻ. Người chơi cũng không còn có một hệ thống camera. Người chơi có bốn khu vực trong phòng ngủ để theo dõi: hai cánh cửa hành lang ở hai bên phòng, chiếc tủ đồ trước mặt họ, và chiếc giường đằng sau họ. Tại các cánh cửa, người chơi phải lắng nghe hơi thở của những con robot để có thể xác định chúng có ở gần hay không. Nếu người chơi nghe thấy tiếng thở, người chơi phải đóng cửa lại và đợi chon những con robot rời đi. Nếu người chơi mở cửa quá sớm, các con robot sẽ jump scare người chơi. Người chơi cũng cần phải ngăn không cho những con robot nhỏ tích tụ trên giường, và một con robot khỏi việc đi vào tủ đồ của họ. Five Nights at Freddy's 4 cũng giới thiệu một minigame có mặt một con robot mới có khả năng bỏ qua hai giờ đồng hồ cho đêm tiếp theo nếu họ vượt qua nó.
Một bảng điều khiển được giới thiệu trong Sister Location có khả năng thắp sáng một căn phòng hoặc làm giật các con robot. Những cơ chế khác bao gồm một bảng điều khiển thứ hai trong một phòng điện điều khiển nguồn điện của cơ sở và một đèn hiệu sáng giúp người chơi nhìn thấy trong Khán phòng Funtime (một phòng tiệc) và tránh những con robot trong đó. Freddy Fazbear's Pizzeria Simulator có lối chơi liên quan đến kinh doanh, và người chơi phải sử dụng tiền trong trò chơi để mua vật phẩm cho nhà hàng pizza của mình. Một loạt minigame có thể được chơi bằng cách thử nghiệm các vật phẩm đã mua. Sau khi người chơi đã hoàn thành phần 'kinh doanh' của trò chơi, họ sẽ chuyển sang phần 'sinh tồn' nơi người chơi phải vừa hoàn thành các nhiệm vụ và tự vệ trước những con robot đã được thu hồi. Lối chơi của Freddy Fazbear's Pizzeria Simulator có nhiều nét tương đồng với Five Nights at Freddy's 3, bao gồm tầm quan trọng của hệ thống thông khí và khả năng đánh lạc hướng robot bằng âm thanh. Ultimate Custom Night bao gồm một đêm có thể điều chỉnh được với 50 robot và mức độ AI tối đa là 20. Phần game này bao gồm nhiều cơ chế của các phần game trước, ví dụ như hệ thống sưởi, quạt, hộp nhạc, và máy phát điện. Người chơi có thể tùy chỉnh số lượng nhân vật và mức độ hoạt động của chúng.
Help Wanted kết hợp lối chơi của tất cả các phần game trước, và biến nó trở thành một trải nghiệm ảo cho người chơi. Phầngame cũng giới thiệu nhiều minigame mới có lối chơi khác nhau, thậm chí có cả thế giới mở. Special Delivery giới thiệu lối chơi thực tế tăng cường tùy vào vị trí. Người chơi có thể mở camera của mình, và những gì xuất hiện trong camera dùng làm nền của phần game. Những con robot sẽ tấn công tùy theo vị trí và không gian xung quanh. Các robot thường có khả năng tàng hình.
Lối chơi trong Security Breach thay đổi hoàn toàn. Phần game cho phép người chơi di chuyển xung quanh một bản đồ lớn đi kèm là những khả năng mới như khả năng trốn khỏi sự truy đuổi của robot. Ngoài ra, phần game cũng đánh dấu lần đầu xuất hiện một nhân vật robot trực tiếp giúp đỡ người chơi trong quá trình chơi. Thời gian diễn ra trò chơi cũng chỉ gói gọn trong một đêm thay vì nhiều đêm như những phần game trước.

### Yếu tố chung

#### Camera an ninh
Trong phần game thứ nhất, hai, ba, bảy và tám, người chơi có hệ thống camera an ninh có thể quan sát các nhân vật robot. Ở mỗi lần sử dụng, chỉ có thể quan sát một vị trí và một số khu vực có thể không có camera. Tất cả các camera đều ở chất lượng thấp, thậm chí chỉ có trắng đen và hay bị nhiễu. Trong phần game thứ ba, hệ thống camera có thể bị tắt nếu bị hư hỏng. Camera được dùng trong phần game thứ năm trong cái kết giả và bản cập nhật đêm tùy chỉnh, nhưng không được dùng trong trò chơi chính.

#### Đèn
Trong phần game thứ nhất, hai, tư, năm, sáu, tám và chín, đèn có thể được dùng để xua đuổi các camera hoặc cảnh báo người chơi. Đèn trong phần game thứ nhất, hai, năm, bảy, tám được kích hoạt bằng nút trên tường và thắp sáng điểm mù của người chơi: lối cửa hoặc lối ra của ống thông khí. Hệ thống đèn hoạt động tương tự trong phần game thứ năm, nhưng được cố định trên một bảng điều khiển và thắp sáng các căn phòng của robot. Đèn pin trong phần game thứ hai và chín có nguồn điện có hạn, trong khi đèn pin trong phần game thứ tư và bảy có nguồn điện vô hạn. Nguồn điện của đèn pin trong phần game thứ tám thay đổi. Đèn hiệu sáng, được giới thiệu trong phần game thứ năm, được dùng để chỉ hướng cho người chơi di chuyển trong các căn phòng tối trong đêm thứ ba và năm. Đèn pin cũng xuất hiện trong phần game thứ sáu, nhưng được tự động kích hoạt khi người chơi nhìn vào ống thông khí và có nguồn điện vô hạn.

#### Cửa và ống thông khí
Trong phần game thứ nhất, tư, bảy và tám, cửa được dùng để đóng lại khi một con robot đến gần. Cửa cũng xuất hiện trong cái kết giả và bản cập nhật đêm tùy chỉnh trong phần game thứ năm. Ống thông khí xuất hiện trong phần game thứ hai, ba, sáu, bảy và tám làm cách các robot tìm đến người chơi. Chúng cũng xuất hiện trong phần game thứ năm và chín như là cách để người chơi di chuyển.

#### Jump scare
Tất cả các phần game trong loạt game chính đều chứa jump scare dùng để làm người chơi thua cuộc với ẩn ý là các robot đã tấn công người chơi. Với hầu hết các jump scare, một nhân vật robot sẽ bất ngờ xuất hiện trong tầm nhìn của người chơi, cùng với tiếng hét lớn. Một số jump scare, bao gồm của Golden Freddy (trong phần game thứ nhất), Nightmare và Nightmarionne (trong phần game thứ tư) chỉ bao gồm một hình ảnh cùng với âm thanh bị nhiễu; những jump scare này thông thường sẽ khiến người chơi thoát khỏi game. Người chơi phải dùng những công cụ khác nhau để tránh việc bị tấn công bằng jump scare.

#### Minigame
Trong phần game thứ hai, ba, tư, năm, sáu, tám và chín, người chơi có thể chơi một loạt minigame (thường ở thể loại 8-bit) một cách ngẫu nhiên sau khi thua cuộc, hoặc sau khi đã hoàn thành nhiệm vụ nào đó. Các minigame này thường liên quan một cách ẩn ý đến cốt truyện hoặc sự kiện liên quan đến game. Các minigame trong phần game thứ hai nói về các sự kiện giết người được nhắc đến bởi một nhân viên trong nhà hàng, và lý do các robot lại có sự sống. Các minigame trong phần game thứ ba kể câu chuyện về nguồn gốc của Springtrap (một robot trong game). Các minigame trong phần game thứ tư kể về câu chuyện của một nhân vật qua đời trong một tai nạn thương tâm. Chỉ có một minigame trong phần game thứ năm, kể về cái chết của con gái của kỹ sư robot William Afton. Các minigame trong phần game thứ sáu kể về loạt sự kiện đều liên quan đến Afton. Trong phiên bản di động của phần game thứ bảy, người chơi có thể chơi một minigame có tên "Princess Quest", kể về nguồn gốc của nhân vật Vanny. Trong phần game thứ chín, người chơi có thể chơi các minigame thông qua các máy arcade nằm rải rác xung quanh bản đồ game. Trong đó, minigame "Princess Quest", nếu hoàn thành đủ cả ba phần, có khả năng mở khóa một cái kết khác cho phần game.

#### Cuộc gọi
Trong phần game thứ nhất, hai, ba, bảy và tám, người chơi nhận được các cuộc gọi được ghi âm sẵn từ một nhân viên kỳ cựu của nhà hàng. Các cuộc gọi được dùng làm hướng dẫn cho người chơi, mô tả các cơ chế chơi cũng như tóm lược lịch sử của nhà hàng. Các cuộc gọi từ phần game thứ nhất được dùng làm âm thanh môi trường trong phần game thứ tư. Phần game thứ năm, sáu, tám và chín dùng giọng của AI để hướng dẫn người chơi. Phần game thứ sáu còn sử dụng một máy ghi âm để hướng dẫn người chơi cơ chế của trò chơi.

#### Trứng phục sinh
Tất cả các phần game trong loạt sê-ri đều chứa trứng phục sinh và màn hình ẩn. Chúng đôi khi truyền đạt thêm về cốt truyện của phần game. Chúng xuất hiện dưới dạng ảo giác (như nhân vật Golden Freddy trong phần game thứ nhất), minigame 8-bit (trong phần game thứ hai, ba), các vật dụng xuất hiện gần giường trong phần game thứ tư, bản phác thảo trong phần game thứ năm và sáu và các minigame trong phần game thứ bảy và chín.

#### Việc đóng cửa
Trong phần game thứ nhất, hai, ba, năm và sáu, các nhà hàng của người chơi đều đóng sau khi trò chơi kết thúc. Trong phần game thứ nhất, địa điểm thông báo là sẽ đóng vào cuối năm vì "một bi kịch xảy ra nhiều năm trước". Trong phần game thứ hai, địa điểm bị đóng vì robot bị hư hỏng. Trong phần game thứ tư và sáu, các địa điểm bị đóng vì hỏa hoạn. Trong phần game thứ năm, tại nhà hàng được lấy bối cảnh là Circus Baby's Pizza World bị đóng trước khi sự kiện trong phần game do rò rỉ khí gas.

## Các nhân vật

Tượng mô phỏng Freddy Fazbear từ New York Comic Con 2016.

### Nhân vật robot
Phần game thứ nhất bao gồm sáu nhân vật robot chính: Freddy Fazbear, Bonnie the Bunny, Chica the Chicken, Foxy the Pirate Fox, Golden Freddy và một nhân vật robot ẩn có tên Golden Freddy đôi lúc xuất hiện, sau này trở thành hồn ma của nhân vật có tên là Fredbear, tiền thân của Freddy Fazbear và là những Trứng phục sinh. Một số phiên bản bao gồm:
- Phiên bản Toy – Những phiên bản làm lại bằng nhựa của Freddy, Bonnie, Chica và Foxy được làm từ các bộ phận được lấy từ những con robot "hư hỏng" gốc và được trang bị hệ thống nhận dạng khuôn mặt. Phiên bản của Foxy được đặt tên là "the Mangle" do nó hay bị phá bởi trẻ em. Chúng được giới thiệu trong Five Nights at Freddy's 2. Sau một sự cố mang tên "the Bite of '87" (Vụ cắn năm '87) khi một trong những con robot này đã trở nên hung dữ và cắn đứt thùy trán của ai đó, các robot Toy bị bỏ đi và phiện bản gốc được phục hồi trở lại.
  - Hai robot khác cũng được giới thiệu trong phần game thứ hai mang tên Ballon Boy mang hình dạng một đứa trẻ con người, và Puppet (hay "Marionette") mang hình dạng một con rối. Puppet sau này được tiết lộ có tuổi đời lớn hơn các robot Toy, và trong thực tế xuất hiện cùng thời điểm với bốn nhân vật robot gốc.
- Phiên bản Shadow – Những hồn ma tối đen của Withered Golden Freddy và Toy Bonnie được đặt tên lần lượt là Shadow Freddy và Shadow Bonnie (hay "RWQFSFASXC"). Cả hai đều được giới thiệu như là trứng phục sinh trong Five Nights at Freddy's 2 và đã xuất hiện trong các phần game tiếp theo, với Shadow Bonnie xuất hiện nhiều hơn.
- Phiên bản Springlock – Hai linh vật gốc của cửa hàng đầu tiên mang tên Fredbear's Family Diner. Fredbear và Spring Bonnie, cả hai sau đó lần lượt trở thành Golden Freddy và Springtrap. Hai nhân vật này là những nhân vật được gắn thiết bị "springlock", một thiết bị kết nối với bộ khung kim loại bên trong bộ đồ nhân vật và có thể được thu lại bằng cần xoay, từ đó cho phép nhân viên của nhà hàng mặc vào. Tuy nhiên, các springlock có nhược điểm chết người là sự nhạy cảm với nước vì chỉ một giọt nước thôi cũng đủ để toàn bộ hệ thống co lại, đè lên những ai đang mặc bộ đồ vào lúc đó. Nhược điểm này chính là nguyên nhân dẫn đến việc những bộ đồ bị thu hồi sau cái chết của nhân vật chính trong Five Nights at Freddy's 4, người bị Fredbear cắn vào đầu, và sau khi hàng loạt sự cố liên quan đến springlock ở một chi nhánh phụ. Bộ đồ Spring Bonnie sau đó được đồng sở hữu nhà hàng William Afton sử dụng để giết người, để rồi cuối cùng bị chết trong nó khi bộ đồ gặp sự cố vì ẩm và trở thành Springtrap 30 năm sau. Xuyên suốt sê-ri đã ngầm nói về sự tồn tại của nhiều hơn một bộ đồ springlock.
- Phiên bản Phantom – Là những hồn ma bị cháy xém của Freddy, Chica, Foxy, Mangle, Ballon Boy và Puppet gây khó khăn cho người chơi trong Five Nights at Freddy's 3.
- Phiên bản Nightmare – Những phiên bản lỗi và kinh dị của Freddy, Bonnie, Chica, Foxy và Fredbear ám nhân vật người chơi trong Five Nights at Freddy's 4. Phần game cũng xuất hiện một phiên bản màu đen của Nightmare Fredbear có tên là "Nightmare", và một phiên bản nhỏ của Springtrap có tên Plushtrap. Trong bản cập nhật Halloween, phần game đã thêm phiên bản jack-o'-lantern của Bonnie và Chica, cùng với phiên bản Nightmare của Puppet, Mangle và Balloon Boy.
  - Hai nhân vật tương tự, Grimm Foxy và Dredbear (ban đầu có tên là "Franken Freddy" khi đang phát triển) được giới thiệu trong DLC Curse of Dreadbear cho Five Nights at Freddy's: Help Wanted.
- Phiên bản Funtime – Các robot được thiết kế bởi William Afton để bắt cóc trẻ em vào những cái buồng trong ngực chúng. Chúng là phản diễn của Five Nights at Freddy's: Sister Location bao gồm Circus Baby, Funtime Freddy, Funtime Foxy và một robot múa ballet tên Ballora. Một hỗn hợp của các nhân vật này, tên là Ennard, được tạo ra vào cuối phần game và sau đó được xuất hiện dưới dạng "Molten Freddy" trong Freddy Fazbear's Pizzeria Simulator, và dưới dạng "the Blob" trong Five Nights at Freddy's: Security Breach.
  - Một robot khác có tên là Funtime Chica được nhắc đến nhưng không được xuất hiện cho đến Pizzeria Simulator. Các phiên bản nhỏ của Circus Baby và Ballora có tên lần lượt là "Bidybab" và "Minireena" cũng xuất hiện trong Sister Location cùng với phiên bản điện tử của Funtime Foxy là Lolbit (Lolbit ban đầu được giới thiệu trong phần game spin-off FNaF World). Một con rối tay hình Bonnie có tên là Bon-Bon xuất hiện trên cánh tay phải của Funtime Freddy cùng với một phiên bản màu hồng có tên là Bonnet.
- Phiên bản Rockstar – Phiên bản làm lại của bốn nhân vật chính được thiết kế bởi Henry Emily, đối tác kinh doanh của William Afton, cho một chi nhánh xuất hiện trong Pizzeria Simulator. Một phiên bản màu đen của Rockstar Freddy cũng xuất hiện có tên là L.E.F.T.E. (Lure Encapsulate Fuse Transport and Extract, tạm dịch là Thiết bị Dẫn dụ Đóng gói Kết hợp Dịch chuyển và Chiết xuất, còn gọi là Lefty) được chế tạo để dẫn và bắt lấy Puppet bên trong nó.
- Nhóm Mediocre Melodies – Là một ban nhạc robot ngoài thương hiệu gồm Nedd Bear, Orville Elephant, Mr. Hippo, Happy Frog, và Pigpatch. Chúng xuất hiện lần đầu dưới dạng mặt nạ trong "Cái kết Tốt đẹp" của Five Nights at Freddy's 3, nhưng xuất hiện dưới dạng robot lần đầu trong Pizzeria Simulator.
  - Helpy, một robot nhỏ con có thiết kế giống Funtime Freddy, trợ giúp cho nhân vật người chơi trong Pizzeria Simulator, và xuất hiện lại trong Security Breach tại các điểm lưu game. Candy Cadet (một robot cho kẹo), Music Man (một nhạc sĩ nhện), El Chip (một con hải ly Mexico làm gợi nê trò chơi cũ của Cawthon Chipper & Sons Lumber Co.) và Trash Gang (những linh vật làm từ rác thải) cũng được giới thiệu trong Pizzeria Simulator và tiếp tục xuất hiện trong các phần tiếp theo.
- Phiên bản Glamrock – Linh vật của địa điểm Mega Pizzplex xuất hiện trong Five Nights at Freddy's: Security Breach, bao gồm Glamrock Freddy, Glamrock Chica, Montgomery Gator, và Roxanne Wolf. Hai nhân vật khác cũng được đề cập trong phần game; Glamrock Bonnie, nhân vật bị bỏ đi trước sự kiện trong phần game, và Glamrock Mr. Hippo, người chỉ xuất hiện trong "Kết thúc Tốt đẹp" trong phần game.
  - Daycare Attendant (tập hợp của hai cá tính Sun và Moon), hai phiên bản của Music Man (Lil' Music Man và DJ Music Man), S.T.A.F.F. Bot và Wet Floor Bot cũng được giới thiệu trong Security Breach.

### Nhân vật người
Loạt sê-ri có các nhân vật người sau:
- William Afton là nhân vật trọng tâm của sê-ri và cũng là phản diện chính. Ông ta là nhà sáng lập Afton Robotics, LLC, là người tạo ra phiên bản Funtime của robot, và cũng là đồng sáng lập của Fazbear Entertainment, Inc. Afton được giới thiệu lần đầu trong loạt minigame trong Five Nights at Freddy's 2 dưới dạng một bóng người không tên màu tím được gọi chung là "Purple Guy". Những minigame này, cùng với các sự kiện trong các phần game sau, đã xác định Afton là một kẻ giết trẻ em, người đã giết sáu đứa trẻ (Gabriel, Jeremy, Susie, Fritz, Cassidy và Charlotte Emily) trước các sự kiện của loạt game; linh hồn của những đứa trẻ này sau đó nhập vào các nhân vật robot trong loạt game, bao gồm Freddy Fazbear, Bonnie, Chica, Foxy, Golden Freddy và Puppet. Afton sau đó bị giết bởi hỏng hóc trong bộ đồ Spring Bonnie mà ông ta đã sử dụng trong những vụ giết người và đã xuất hiện sau khi chết dưới dạng Springtrap trong Five Nights at Freddy's 3, Scrap trap trong Freddy Fazbear's Pizzeria Simulator và Burntrap trong Five Nights at Freddy's: Security Breach. Ông ta cũng được cho là nhân vật chính trong Ultimate Custom Night, nơi ông ta bị tra tấn trong luyện ngục bởi vong hồn uẩn ức của Cassidy, người không muốn Afton chết. Một nhân vật có tên là Glitchtrap hay "the Anomaly" là phản diện chính trong Five Nights at Freddy's: Help Wanted, cộng đồng fan đã tranh cãi liệu nhân vật này có phải là Afton thật hay chỉ là một phiên bản sao chép nhận thức của Afton.
- Con trai cả của William, Michael Afton, đã trở thành nhân vật chính của nhiều phần game trong sê-ri, bắt đầu với Five Nights at Freddy's: Sister Location. Tuy nhiên, anh cũng được cho rằng là đã xuất hiện trong các phần trước dưới tên giả, bao gồm "Mike Schmidt" trong phần game đầu, "Fritz Smith" trong phần game thứ hai, và một bảo vệ không tên trong phần game thứ ba. Dù mục đích của anh không được hiểu rõ, nhiều người đồng ý rằng anh là một nhận vật trọng tâm của loạt game.[51]
- Nhân vật chính của các minigame trong Five Nights at Freddy's 4 là một cậu bé bị ám ảnh bởi các nhân vật của Fazbear Entertainment do bị bắt nạt bởi anh trai của mình, sau này được ẩn ý là Michael Afton. Cậu gặp chấn thương nghiêm trọng sau sự cố với Fredbear, sau đó bị hôn mê rồi cuối cùng qua đời. Do không có tên, cậu bé được đặt biệt danh chung là Crying Child (Đứa trẻ Than khóc), nhưng trong một câu đố giải mã trong Surival Logbook, tên của cậu được cho là Evan. Danh tính của nhân vật người chơi trong phần chơi chính của Five Nights at Freddy's 4 là không rõ, tuy nhiên nhiều người đã dự đoán đó có thể là Crying Child chịu ác mộng trong lúc hôn mê, hoặc là Micahel Afton gặp ác mộng về cái chết của em mình do lỗi vô tình của cậu.
- Một nhân vật robot hình người có tên là Circus Baby xuất hiện trong vai phản diện chính trong Sister Location và phản diện phụ trong Pizzeria Simulator dưới dạng "Scrap Baby". Trong minigame của Sister Location và kết thúc thật của Pizzeria Simulator, cô được tiết lộ là bị nhập bởi linh hồn của Elizabeth Afton, con gái của William Afton và là em Michael và Crying Child. Mục đích của cô ấy khác nhau trong hai phần game; Trong Sister Location, cô ấy muốn được trốn thoát khỏi cơ sở khi cô và các robot phiên bản Funtime đi vào cơ thể của Michael, còn trong Pizzeria Simulator, cô muốn làm cho ba của mình tự hào bằng cách giết Michael. Circus Baby đã trở thành nhân vật xuất hiện thường xuyên trong các phương tiện khác của Five Nights at Freddy's.
- Puppet, lần đầu xuất hiện trong Five Nights at Freddy's 2, đảm nhận vị trí quan trọng trong cốt truyện của Five Nights at Freddy's, khi là một trong những nhân vật chịu trách nhiệm cho việc các linh hồn của những đứa trẻ bị giết nhập vào các nhân vật robot. Trong Pizzeria Simulator, Puppet được tiết lộ là đã bị nhập bởi linh hồn của Charlotte Emily (hay "Charlie"), con gái của Henry Emily, đối tác kinh doanh cũ của William Aafton và đồng sáng lập còn lại của Fazbear Entertainment. Charlie được nhiều người cho rằng là nạn nhân đầu tiên của Afton. Henry Emily xuất hiện trong Pizzeria Simulator dưới tên là "Cassette Man" (Người đàn ông Cassette), thay thế các nhân vật hướng dẫn ("Phone Guy", "Phone Dude", và "HandUnit") trong các phần game trước. Phiên bản khác của Charlie và Henry cũng xuất hiện trong bộ ba tiểu thuyết đầu tiên của Five Nights at Freddy's, với Charlie là nhân vật chính.
- Nhân vật chính trong Security Breach là một cậu bé có tên là Gregory, người bị mắc kẹt trong Mega Pizzaplex trong một đêm và phải sống sót trước những linh vật bị hack và những robot an ninh tự động. Ngoài những robot ấy, còn có hai người; Bảo vệ Vanessa và một người phụ nữ trong bộ đồ thỏ trắng có tên là "Vanny", cả hai người này được cho là một. Vanessa xuất hiện lần đầu khi là nhân vật người chơi trong Help Wanted, nơi cô bị linh hồn của William Afton nhập vào để tiếp tục thú vui giết người của mình, khiến cô bị rối loạn đa nhân cách.
- Một nhân viên kỳ cựu có tên là Phone Guy cung cấp thông tin và lời khuyên thông qua các đoạn ghi âm trong ba phần game, trong đó các đoạn ghi âm sau phần game thứ ba được phát sau khi anh ta đã qua đời ở đêm thứ tư của phần game đầu tiên. Vai trò này sau đó được chuyển cho "Phone Dude" (một người đàn ông có nhiệm vụ chuẩn bị cho điểm tham quan kinh dị tên Fazbear's Fright) trong phần game thứ ba, Henry Emily/"Cassette Man" trong Pizzeria Simulator, và "Tape Girl" (một cựu lập trình viên trong phiên bản Help Wanted trong vũ trụ game, người đã để các tệp âm thanh cảnh báo về "the Anomaly", Glitchtrap) trong Help Wanted. Một số phần game dùng các trí tuệ nhân tạo có chất lượng kém làm nhân vật giúp người chơi hoặc nhân vật nền, như HandUnit trong Sister Location và Help Wanted, Tutorial Unit trong Pizzeria Simulator và Special Delivery, và Dread Unit trong Security Breach.
- Các nhân vật người khác bao gồm Jeremy Fitzgerald (bảo vệ đêm mà người chơi điều khiển trong Five Nights at Freddy's 2, người được cho là nạn nhân của "the Bite of '87") và các nhân viên khác của công ty Fazbear Entertainment, Inc. (được nhắc đến bởi Tape Girl và thông qua các tin nhắn có trong Special Delivery và Security Breach).

## Các phần game
| 2014 | Five Nights at Freddy's                   |
| 2014 | Five Nights at Freddy's 2                 |
| 2015 | Five Nights at Freddy's 3                 |
| 2015 | Five Nights at Freddy's 4                 |
| 2016 | FNaF World                                |
| 2016 | Five Nights at Freddy's: Sister Location  |
| 2017 | Freddy Fazbear's Pizzeria Simulator       |
| 2018 | Ultimate Custom Night                     |
| 2019 | Five Nights at Freddy's: Help Wanted      |
| 2019 | Curse of Dreadbear                        |
| 2019 | Five Nights at Freddy's: Special Delivery |
| 2019 | Freddy in Space 2                         |
| 2020 | One Night at Flumpty's                    |
| 2021 | One Night at Flumpty's 2                  |
| 2021 | Security Breach: Fury's Rage              |
| 2021 | One Night at Flumpty's 3                  |
| 2021 | Dark Circus: Encore!                      |
| 2021 | Five Nights at Freddy's: Security Breach  |
| 2022 | Youtooz Presents: Five Nights at Freddy's |
| 2022 | POPGOES Arcade                            |
| 2022 | POPGOES and The Machinist                 |
| 2023 | Ruin                                      |

### Phần chính

#### Five Nights at Freddy's(2014)
Five Nights at Freddy's được phát hành trên Microsoft Windows vào ngày 8 tháng 8 năm 2014, sau đó được ra mắt lần lượt trên Android và iOS vào ngày 27 tháng 8 và 11 tháng 9. Một phiên bản Windows Phone cũng được phát hành, nhưng sớm bị gỡ khỏi cửa hàng bởi đồ họa xấu của nó. Các phiên bản cho PlayStation 4, Xbox One và Nintendo Switch cũng được phát hành vào ngày 29 tháng 11 năm 2019, cùng lúc với Five Nights at Freddy's 2, 3 và 4.
Phần game đầu tiên xoay quanh nhân vật tên là Mike Schmidt, người bắt đầu công việc bảo vệ trực đêm tại Freddy Fazbear's Pizza, nơi các nhân vật robot di chuyển vào ban đêm và giết những ai chúng thấy bằng cách nhét nạn nhân vào một bộ đồ robot còn dư. Sự di chuyển của những con robot được giải thích là do một chế độ "tự do đi lại" được lập trình để ngăn không cho các động cơ servo của chúng bị cứng lại. Người chơi phải sống sót từ 12 giờ sáng đến 6 giờ sáng. Họ không thể rời khỏi căn phòng và phải dùng một hệ thống camera và hai cửa có đèn để tự vệ khỏi đám robot, cùng với nguồn năng lượng hạn chế. Sự hung dữ của những con robot xuất phát từ những vong hồn uẩn ức của những đứa trẻ bị sát hại tại nhà hàng. Người chơi được hướng dẫn bởi một bảo vệ ca đêm trước, có tên là Phone Guy, người hỗ trợ người chơi trong quá trình tự về khỏi đám robot. Mike sau đó bị sa thải sau đêm thứ bảy vì "can thiệp vào robot, mùi hôi cơ thể và cách làm việc thiếu chuyên nghiệp".

#### Five Nights at Freddy's 2(2014)
Sau khi phát hành phần thứ nhất, Cawthon xác nhận tin đồn về một phần tiếp theo. Ông đăng tải một hình ảnh quảng bá cho phần tiếp theo trên trang web của mình một tháng sau khi phát hành phần thứ nhất và tiếp tục đăng tải cho đến khi nó được phát hành. Một đoạn trailer được phát hành vào ngày 21 tháng 10 năm 2014, giới thiệu các nhân vật robot mới và việc không còn cửa. Five Nights at Freddy's 2 được phát hành trên Microsoft Windows vào ngày 10 tháng 11 năm 2014, sớm hơn dự kiến ban đầu là ngày 25 tháng 12. Phiên bản cho Android và iOS được phát hành vào ngày 13 và 20 tháng 11 năm 2014. Phiên bản cho Windows Phone cũng được phát hành nhưng bị gỡ xuống sau đó bởi đồ họa xấu của nó. Các phiên bản của PlayStation 4, Xbox One và Nintendo Switch được phát hành vào ngày 29 tháng 11 năm 2019.
Lối chơi khá giống phần trước. Người chơi phải sống sót một ca trực đêm tại nhà hàng Freddy Fazbear's Pizza "mới và được nâng cấp" từ 12 giờ sáng đến 6 giờ sáng mà khôn bị các nhân vật robot lang thang tấn công. Ngoài các nhân vật từ phần một (trong tình trạng hư hỏng nặng), phần game giới thiệu nhiều phản diện mới với nhiều cách chống chọi khác nhau. Lý do về hành vi của những con robot giống như phần game trước. Nhân vật chính mới là Jeremy Fitzgerald, người được thăng chức thành bảo vệ ban ngày sau đêm thứ sau. Người thay thế trong "đêm tùy chỉnh" là Fritz Smith. Trong trò chơi, Phone Guy từ phần game trước gọi cho Jeremy để đưa những gợi ý về cách sống sót qua từng đêm đồng thời nói về lịch sử của nhà hàng. Những cuộc gọi đã tiết lộ rằng, nhà hàng đã bị điều tra vì các tin đồn khác nhau. Các minigame phong cách Atari cũng cho biết thêm về quá khứ của nhà hàng, cho thấy một bóng người màu tím sát hại nhiều trẻ em. Vào đêm thứ năm, địa điểm bị đưa vào chế độ biệt lập bởi một sự kiện không rõ nguyên nhân. Vào cuối trò chơi, Jeremey nhận phiếu lương đề năm 1987 (cho thấy những sự kiện trong trò chơi diễn ra trước phần đầu), thông báo về việc nhà hàng sẽ bị đóng và một địa điểm mới sẽ được mở.

#### Five Nights at Freddy's 3(2015)
Vào ngày 3 tháng 1 năm 2015, một bức ảnh đã được đăng lên trang web của Cawthon hé lộ phần thứ ba của loạt game. Những hình ảnh tiếp theo cũng được đăng lên trước khi trailer chính thức được phát hành vào ngày 26 tháng 1 năm 2015. Ngày 15 tháng 2, Cawthon đăng trên Steam thông báo rằng Five Nights at Freddy's 3 đã bị hủy khi một tin tắc đã làm lộ trò chơi. Bài đăng này thật ra là một trò đàu đến từ Cawthon; phần tải về "bị lộ" thực chất dẫn đến một phiên bản hài hước của trò chơi cũ của Cawthon There is No Pause Button!, trong đó nhân vật chính bị chỉnh sửa để mang đầu của nhân vật robot Freddy. Five Nights at Freddy's 3 được phát hành trên Microsoft Windows vào ngày 3 tháng 3 năm 2015, phiên bản cho Android và iOS phát hành sau đó ngày 7 và 12 tháng 3. Các phiên bản của PlayStation 4, Xbox One và Nintendo Switch được phát hành vào ngày 29 tháng 11 năm 2019.
Lấy bối cảnh ba mươi năm sau sự kiện trong phần game đầu tiên, nhân vật chính làm việc cho Fazbear's Fright, một điểm tham quan kinh dị dựa trên chuỗi nhà hàng Freddy Fazbear's cũ. Người chơi phải tự vệ mình khỏi một nhân vật nửa robot nửa trang phục có tên là Springtrap. Những ảo giác của một số nhân vật robot bị cháy và hỏng hóc từ hai phần game trước cũng xuất hiện, và dù chúng không trực tiếp giết người chơi, chúng có thể làm hư hỏng hệ thống thông khí, âm thanh và camera. Không sửa chữa những hỏng hóc này sẽ ảnh hưởng đến người chơi, ví dụ như camera không sử dụng được hay không thể dùng âm thanh để đuổi con robot. Người chơi sẽ nhận chỉ dẫn từ người tạo ra điểm tham quan kinh dị trong hai đêm đầu và từ các đêm còn lại nghe các đoạn ghi âm cũ mà nhân viên điểm thăm quan đã tìm thấy. Trò chơi có hai kết thúc: một kết thúc "tốt" và một kết thúc "tệ". Kết thúc tệ cho thấy các linh hồn của những đứa trẻ bị sát hại vẫn còn ám nhân vật robot. Kết thúc tốt có thể được kích hoạt sau khi hoàn thành minigame, nơi người chơi có thể mang một chiếc bánh sinh nhật tới một linh hồn oan khóc của một đứa trẻ. Sau khi hoàn thành xong toàn bộ minigame, linh hồn của những đứa trẻ sẽ được siêu thoát.

#### Five Nights at Freddy's 4(2015)
Vào ngày 27 tháng 4 năm 2015, Cawthon bắt đầu đăng tải những bức hình trên trang web của mình hé lộ phần tiếp theo của loạt game, có tựa đề ban đầu là Five Nights at Freddy's: The Final Chapter. Một đoạn trailer đã được phát hành vào ngày 13 tháng 7 năm 2015, gợi ý rằng trò chơi sẽ lấy bối cảnh trong nhà của một nhân vật chính. Five Ngihts at Freddy's công bố ngày phát hành vào ngày 31 tháng 10 năm 2015. Ngày phát hành được đẩy lên 8 tháng 8 và cuối cùng 23 tháng 7 khi trò chơi bất ngờ phát hành trên Microsoft Windows thông qua Steam. Các phiên bản Android và iOS được phát hành vào ngày 25 tháng 7 và 3 tháng 8 năm 2015. Các phiên bản của PlayStation 4, Xbox One và Nintendo Switch được phát hành vào ngày 29 tháng 11 năm 2019.
Nhân vật người chơi là một nhân vật không rõ danh tính người bị chứng hoang tưởng bị những phiên bản ác mộng của các nhân vật của phần game đầu tiên tấn công mình. Người chơi phải tự bảo vệ mình bằng đèn pin và cửa. Cốt truyện của trò chơi được kể thông qua các minigame, trong đó xuất hiện một cậu bé bị bắt nạt vì nỗi sợ của cậu về một nhà hàng có hai nhân vật robot là chú gấu Fredbear và chú thỏ Spring Bonnie. Cậu bé được dẫn đát bởi môt món đồ chơi hình robot bằng bông hay nói chuyện với cậu khi cậu ở một mình. Cậu bé sau đó bị giết bởi Fredbear sau một tai nạn kinh hoàng. Trò chơi nhận bản cập nhật Halloween với các phiên bản "ác mộng" của các nhân vật từ Five Nights At Freddy's 2 và phiên bản Halloween của Nightmare Bonnie và Nightmare Chica.

#### Five Nights at Freddy's: Sister Location(2016)
Vào ngày 23 tháng 4 năm 2016, Cawthon đăng tải một bức hình của một nhân vật robot hình chú hề có tên là Baby để chuẩn bị cho phần game tiếp theo mang tên Sister Location. Những bức hình giới thiệu tiếp theo cũng được đăng lên hé lộ các nhân vật mới và nguồn gốc của chúng. Trailer giới thiệu trò chơi được phát hành trên kênh YouTube của Cawthon, với các nhân vật và một địa điểm mới. Ngày phát hành được ấn đình là 7 tháng 10 năm 2016. Cawthon sau đó trêu đùa với cộng đồng bằng cách phát hành giả trò chơi vào ngày 5 tháng 10. Trò chơi được gán mác là phiên bản "người lớn" hơn thực chất chỉ là trò chơi trước Cawthon có tên Sit 'N Survive. Sister Location chính thức được phát hành trên Microsoft Windows vào ngày 7 tháng 10 năm 2016, các phiên bản Android và iOS được phát hành lần lượt vào ngày 22 tháng 12 năm 2016 và 3 tháng 1 năm 2017. Trò chơi cũng được phát hành trên Nintendo Switch tại Bắc Mỹ vào ngày 18 tháng 6 năm 2020 và trên Xbox One vào ngày 10 tháng 7 năm 2020. Phiên bản PlayStation 4 được phát hành tại châu Âu và Bắc Mỹ vào ngày 21 và 22 tháng 7 năm 2020.
Nhân vật người chơi là Michael Afton, biệt danh là Mike (gọi đùa là Eggs Benedict), là nhân viên mới của Circus Baby's Entertainment and Rental (công ty chị em của Fazbear Entertainment cung cấp dịch vụ cho thuê robot cho các bữa tiệc trẻ em). Các nhân vật robot ban đầu được dành cho Circus Baby's Pizza World chưa từng được mở cửa vì bị rò rỉ khí gas. Mike được hướng dẫn bởi HandUnit, một nhân vật AI có chức năng giống Phone Guy trong các phần trước. HandUnit hướng dẫn anh về công việc của mình và thường hay có chỉ dẫn phớt lờ nguyên tắc an toàn. Nhân vật robot Baby thường đưa hướng dẫn trái ngược HandUnit nhưng cần thiết cho sinh tồn.
Trò chơi cũng có "đêm tùy chỉnh", nơi người chơi sử dụng các cơ chế giống các phần game trước (như cửa hay hệ thống camera) mà không có trong trò chơi chính. Các minigame mới cũng được giới thiệu, trong đó kể về số phận của Mike sau sự kiện trong trò chơi chính. Một đoạn phân cảnh được mở khóa sau khi hoàn thành phần chơi "Golden Freddy", cho thấy Michael nói chuyện với ba mình là William Afton / Springtrap như đang cho điềm báo gì đó.

#### Freddy Fazbear's Pizzeria Simulator(2017)
Vào tháng 6 năm 2017, Cawthon hé lộ về việc phát triển phần game thứ sáu của loạt game. Vào ngày 2 tháng 7 năm 2017, ông thông báo quyết định hủy phần game và nói rằng ông đã "bỏ bê những thứ khác trong cuộc sống chỉ vì muốn theo kịp với kỳ vọng ngày càng tăng". Ngày 4 tháng 12 năm 2017, sau khi hé lộ tựa game vài ngày trước đó, Cawthon cho phát hành Freddy Fazbear's Pizzeria Simulator miễn phí trên Steam. Trò chơi thuộc thể loại quản lý kinh doanh nơi người chơi tham gia quản lý một cửa hàng pizza, nhưng thường xuyên chuyển sang thể loại kinh dị sinh tồn của các phần game trước.
Cốt truyện lại theo sau Michael Afton, người sau sự kiện của Five Nights at Freddy's 3 và Sister Location đã trở thành quản lý mới của nhà hàng Freddy Fazbear's dưới quyền sở hữu của một "Cassette Man" bí ẩn. Mỗi đêm Michael, dưới sự hướng dẫn cảu Cassette Man, phải thu hồi lại một trong bốn nhân vật robot bị hỏng được tìm thấy trong con hẻm phía sau nhà hàng, trong số đó có ba của anh William / Springtrap (được đặt tên mới là "Scraptrap") và em của mình Elizabeth / Circus Baby (được đặt tên mới là "Scrap Baby"). Trò chơi có nhiều kết thúc dựa trên việc người chơi quản lý nhà hàng pizza như thế nào và liệu họ có thu hồi lại toàn bộ các nhân vật robot không. Trong kết thúc thật của trò chơi, Cassette Man được tiết lộ là Henry Emily, đối tác kinh doanh cũ của William và là ba của Charlotte (linh hồn đang điều khiển Puppet), và nhà hàng được tiết lộ là dùng để đẫn các nhân vật robot còn lại vào trong nó. Henry sau đó phóng hỏa nhà hàng và đã dường như giết chết Micahel, Henry và các nhân vật robot, đồng thời siêu thoát các linh hồn điều khiển chúng.

#### Ultimate Custom Night(2018)
Ultimate Custom Night ban đầu được dùng làm bản cập nhật cho Freddy Fazbear's Pizzeria Simulator, nhưng sau đó nó đã trở thành một tựa game riêng được phát hành vào ngày 27 tháng 6 năm 2018. Một đêm tùy chỉnh được bao gồm 50 nhân vật robot từ các phần game trước, tựa game cho phép người chơi tùy chỉnh mức độ khó của chúng trong đêm (tương tự như các đêm tùy chỉnh khác trong phần game trước). Người chơi có thể chọn phòng làm việc mà mình muốn chơi và có tới 16 chế độ chơi khác nhau. Mặc dù không được xác nhận, bối cảnh của trò chơi được cho rằng là ở một Địa ngục hay Luyện ngục nào đó nơi Willaim Afton sau cái chết của mình trong Pizzeria Simulator bị tra tấn liên tục bởi vong hồn oan ức của một trong những nạn nhân của mình.
Tuy nhiên, theo tiểu thuyết tuyển tập Fazbear's Fright, trò chơi thật ra là ác mộng lặp đi lặp lại của Afton, chứ không phải địa ngục hay luyện ngục gì cả. Điều này bắt nguồn từ quyển thứ năm mang tên Bunny Call kể về câu chuyện có tên "The Man in Room 1280" (Người Đàn ông Phòng 1280) kể về một người đàn ông bị thiêu cháy gặp ác mộng khi bị ép sống bởi một đứa trẻ hình bóng dù đáng ra người ấy phải chết. Trong quyển tiếp theo có tên Blackbird, hậu truyện cho biết người đàn ông ấy chính là William Afton.

#### Five Nights at Freddy's: Help Wanted(2019)
Ngày 18 tháng 8 năm 2018, Cawthon xác nhận trên Steam rằng phần game tiếp theo trong sê-ri Five Nights at Freddy's sẽ là một tựa game thực tế ảo. Ngày 25 tháng 3 năm 2019, tại sự kiện truyền trực tiếp State of Play của Sony Interactive Entertainment công bố những trò chơi tiếp theo cho PlayStation 4, một đoạn trailer cho tựa game đã xuất hiện. Trong trò chơi, người chơi là một kỹ thuật viên sửa chữa các nhân vật robot trong nhà hàng. Ở góc nhìn thứ nhất, họ phải sửa các nhân vật robot, giải đố và di chuyển quanh các hành lang tối trong khi tránh những con robot bị hư hỏng và hung dữ. Trò chơi được phát hành vào ngày 28 tháng 5 năm 2019. Một phiên bản không thực tế ảo được phát hành vào ngày 17 tháng 12 năm 2019 cho Microsoft Windows và PlayStation 4.
Curse of Dreadbear, một bản DLC cho Help Wanted được phát hành theo ba đợt với tổng cộng 10 minigame mới lần lượt vào ngày 23, 29 và 31 tháng 10 năm 2019. Bản DLC bao gồm nhiều nhân vật robot mới, các nhân vật xuất hiện trong phần game trước, và một sảnh được trang trí kiểu Halloween. Một số phần chơi mới là các minigame cũ đã được thay đổi lại, ví dụ như một phiên bản của minigame FNAF 1 mang tên Danger! Keep Out! Các chế độ chơi mới bao gồm một trò chơi bắn súng, một mê cung ngô, và một băng chuyền lắp ráp nơi người chơi phải chế tạo một con robot.

#### Five Nights at Freddy's: Security Breach(2021)
Ngày 8 tháng 8 năm 2019, nhân kỷ niệm 5 năm ngày phát hành phần game đầu tiên, Cawthon đăng một bức hình trên trang web của mình, hé lộ phần tiếp theo của loạt game. Nó cho thấy một trung tâm "Mega Pizza Plex" có chứa một khu vực chơi laser tag, một khu arcade, một rạp chiếu phim và một cửa hàng Freddy Fazbear's Pizza. Ở sảnh chính, các phiên bản thập niên 1980 của Freddy, Chica và bốn nhân vật robot khác được nhìn thấy biểu diễn cho một đám đông phấn khích. Ngày 21 tháng 4 năm 2020, tên của các nhân vật bị lộ ra từ danh sách các sản phẩm mới của Funko, và tên của tựa game là Five Nights at Freddy's: Pizza Plex. Scott Cawthon xác nhận các chi tiết bị lộ trên Reddit, nhưng nói rằng tên của tựa game không phải chính thức. Tựa game ban đầu được dự kiến phát hành trong năm 2020, nhưng sau đó bị lùi lại hai lần đến cuối năm 2021.
Security Breach chính thức được phát hành trên PlayStation 5, PlayStation 4 và Steam vào ngày 16 tháng 12 năm 2021. Cốt truyện của trò chơi xoay quanh một cậu bé có tên là Gregory bị mắc kẹt trong một trung tâm thương mại lớn vừa phải trốn khỏi các nhân vật robot dã thú bị điều khiển bởi Vanny, một người phụ nữ bi ẩn trong trang phục thỏ, vừa phải né tránh nhân viên bảo vệ của trung tâm là Vanessa. Do gặp vấn đề khiến cậu không chịu sự ảnh hưởng của Vanny, phiên bản Freddy trong trung tâm hỗ trợ Gregory trong việc trốn khỏi trung tâm.
Ruin, là một bản DLC của Five nights at Freddy's: Security Breach! được phát hành miễn phí cho Playstation 4, Playstation 5 và PC vào lúc 12 giờ sáng ngày 25 tháng 7 năm 2023 theo giờ chuẩn Thái Bình Dương . Lấy bối cảnh Pizzaplex đã bị đóng cửa để bảo trì, các con animatronics vẫn còn tồn tại ở đây, có cả Glamrock Freddy không đầu (theo ending Gregory trốn thoát cùng cái đầu của Glamrock Freddy và Vanessa) . Nhân vật chính là Cassie, 1 cô bé được cho là bạn của Gregory (Greg lúc này bị kẹt ở pizzaplex lần thứ 2) và phải giải cứu cậu ta . Tại đây Cassie sẽ gặp những con animatronics cũ và đã bị hư hỏng trong đống đổ nát, 1 thực thể bí ẩn màu đen hình con thỏ, The Mimic.

### Phần spin-off

#### FNaF World(2016)
Cawthon công bố một phần game spin-off có tên là FNaF World vào ngày 15 tháng 9 năm 2015. Khác với loạt game chính, trò chơi là một tựa game thuộc thể loại nhập vai sử dụng nhân vật từ bốn phần game đầu tiên. Trò chơi lấy bối cảnh trong một thế giới phép màu nơi các nhân vật phải chiến đấu với kẻ thù và hoàn thành trò chơi bằng cách mở khóa các vật phẩm. Ban đầu dự kiến phát hành vào ngày 2 tháng 2 năm 2016, Cawthon sau đó đẩy ngày phát hành thành 22 tháng 1 và cuối cùng là 1 tháng 1.
Người chơi và các nhà phê bình chỉ trích trò chơi thiếu đi các chức năng chính, không ổn định và có vẻ như không được hoàn thành. Cawthon sau đó xin lỗi: "Tôi đã quá háo hức để chia sẻ những gì tôi đã hoàn thiện mà tôi đã không chú ý đến những thứ chưa hoàn thiện." Ông sau đó gỡ trò chơi khỏi Steam, nói rằng trò chơi sẽ được cải thiện và sau đó tái phát hành nó miễn phí. Cawthon thông báo ông đã nhờ Valve hoàn tiền lại cho tất cả các người chơi đã mua.
Ông sau đó phát hành bản cập nhật cho trò chơi vào tháng 2 năm 2016, bao gồm một thế giới 3D, và một màn hình chọn nhân vật mới. Cawthon tung hình ảnh hé lộ vào tháng sau, với nhân vật như Purple Guy trong phần game chính và hầu hết các nhân vật trong phiên bản cập nhật Halloween của Five Nights at Freddy's 4. Ông cũng phát triển thêm nhiều minigame cho bản cập nhật thứ hai của trò chơi, bao gồm Foxy Fighters, FOXY.exe, Chica's Magic Rainbow, và FNaF 57: Freddy In Space.

#### Five Nights at Freddy's: Special Delivery(2019)
Một trò chơi thực tế tăng cường có tên là Five Nights at Freddy's: Special Delivery được công bố vào ngày 13 tháng 9 năm 2019. Trò chơi được phát hành miễn phí trên iOS và Android vào ngày 25 tháng 11 năm 2019.
Dark Circus: Encore!, một bản DLC cho trò chơi được phát hành vào ngày 13 tháng 12 năm 2021 đưa người chơi vào môi trường thực tế kết hợp mà họ có thể tự do di chuyển xung quanh bằng cách nhấn vào màn hình để di chuyển. Người chơi có nhiệm vụ giải đố trong thời gian có hạn. Các cỗ máy có đồng hồ đếm ngược được rải rác quanh rạp xiếc, và người chơi phỉa tìm kiếm manh mối để giải chúng. Khi các nhiệm vụ được hoàn thành dần, các nhân vật robot bị trói lại sẽ từ từ được thả ra, dẫn đến tương tác như trong phần chơi AR thông thường.

#### Freddy in Space 2(2019)
Freddy in Space 2 là một trò chơi bắn súng platform cuộn bên và là phần sau của minigame FNaF 57: Freddy in Space trong FNaF World. Trò chơi được ra mắt miễn phí vào ngày 3 tháng 12 năm 2019 trên Game Jolt. Trò chơi được phát triển để quảng bá luông trực tiếp từ thiện "#CancelCancer" trên YouTube được dẫn dắt bởi Matthew Patrick của Game Theory cho Bệnh viên Nghiên cứu Trẻ em St. Jude tại Memphis, Tennessee.

#### Security Breach: Fury's Rage(2021)
Security Breach: Fury's Rage là một trò chơi beat 'em up cuộn bên bao gồm các nhân vật chính trong Five Nights at Freddy's: Security Breach. Nó được phát hành miễn phí vào ngày 28 tháng 4 năm 2021 trên Game Jolt. Trò chơi được phát triển như là lời xin lỗi cho việc Security Breach bị lùi ngày phát hành lần thứ hai.

#### Youtooz Presents: Five Nights at Freddy's(2022)
Youtooz Presents: Five Nights at Freddy's là một trò chơi thực tế tăng cường di động được phát hành vào ngày 29 tháng 4 năm 2022 bởi Youtooz trên Augmio để quảng bá dòng đồ chơi Youtooz Five Nights at Freddy's: Security Breach.

### Fazbear Fanverse
Ngày 21 tháng 8 năm 2020, Cawthon công bố kế hoạch của mình về việc hỗ trợ tài chính và phát hành các tựa game Five Nights at Freddy's được phát triển bởi người hâm mộ đi kèm với các phần trước của loạt game đấy có tên là Fazbear Fanverse. Ông sẽ không tham gia vào quá trình sáng tạo, nhưng sẽ giúp đỡ trong quảng bá và phát hành, cùng với việc cấp phép. Các tựa game bao gồm loạt game One Night at Flumpty's, loạt game Five Nights at Candy's, tựa game The Joy of Creation: Ignited Collection (bao gồm tựa gốc The Joy of Creation, The Joy of Creation: Reborn, và The Joy of Creation: Story Mode), POPGOES Evergreen (bao gồm tựa game tiền truyện POPGOES Arcade), và Five Nights at Freddy's Plus, một phiên bản làm lại của phần game đầu tiên. Cawthon cũng thông báo sẽ phát hành các tựa game này trên các thiết bị di động và máy chơi tay cầm, và thậm chí có thể có thêm hàng lưu niệm cho chúng. Tựa game mới đầu tiên phát hành trong kế hoạch này là One Night at Flumpty's 3 vào ngày 31 tháng 10 năm 2021 trên PC và thiết bị di động.

#### Loạt gameOne Night at Flumpty's(2015–2021)
One Night at Flumpty's là một loạt game nhại lại Five Nights at Freddy's được phát triển bởi Jonochrome, và được ủng hộ bởi Scott Cawthon. Phần game đầu tiên, One Night at Flumpty's, được phát hành lần đầu vào ngày 28 tháng 1 năm 2015, và phần hai, One Night at Flumpty's 2, được phát hành vào ngày 11 tháng 4 năm 2015. Vào ngày 22 tháng 8 năm 2020, hai phần game đã được tái phát hành. Phần game thứ nhất của loạt game được phát hành trên Android và iOS vào ngày 31 tháng 10 và 18 tháng 11 năm 2020. Phần tiếp theo được phát hành trên Android và iOS vào ngày 20 tháng 1 năm 2021. Phần thứ ba và cũng là phần cuối cùng, One Night at Flumpty's 3, được phát hành trên PC và thiết bị di động vào ngày 31 tháng 10 năm 2021. Một phiên bản gồm ba phần có tên là One Night at Flumpty's: The Egg Collection trên các thiết bị chơi game tay cầm đang được phát triển.

#### Loạt gameFive Nights at Candy's(2015–nay)
Five Nights at Candy's là một loạt game spin-off được phát triển bởi Emil Macko. Nó được ủng hộ và hỗ trợ bởi Scott Cawthon. Loạt game nói về nhà hàng mang tên Candy's Burgers & Fries, chuỗi cửa hàng cạnh tranh với Freddy Fazbear's Pizza, và có những bí mật đen tối của chính nó. Phần đầu tiên, Five Nights at Candy's được phát hành vào ngày 18 tháng 7 năm 2015. Phần tiếp theo, Five Nights at Candy's 2, được phát hành vào ngày 28 tháng 2 năm 2016, và cuối cùng là phần thứ ba, Five Nights at Candy's 3, vào ngày 3 tháng 3 năm 2017. Ngày 14 tháng 8 năm 2019, phần game đầu tiên đã được làm lại nhân kỷ niệm 4 năm của loạt game. Dưới Fazbear Fanverse, phần thứ tư và cuối cùng đang trong quá trình phát triển cùng với các phiên bản di động và máy tay cầm cho các phần game trước.

#### Loạt gameThe Joy of Creation(2015–nay)
Được phát triển bởi Nikson, loạt game The Joy of Creation được làm trên nền tảng Unreal Engine 4. Loạt game được ủng hộ và hỗ trợ bởi Scott Cawthon. Phần game đầu tiên, The Joy of Creation, được phát hành lần đầu vào ngày 30 tháng 11 năm 2015. Dự án bị hủy bỏ rồi trở lại dưới tên The Joy of Creation: Reborn vào ngày 15 tháng 5 năm 2016, theo sau là phiên bản Halloween của The Joy of Creation vào ngày 31 tháng 10 năm 2016 và The Joy of Creation: Story Mode vào ngày 18 tháng 6 năm 2017. Dưới Fazbear Fanverse, một phiên bản được làm lại của ba phần game trong Unreal Engine 5 mang tên The Joy of Creation: Ignited Collection đang được phát triển.

#### Loạt gamePOPGOES(2016–nay)
POPGOES là loạt game được phát triển bởi Kane Carter. Ban đầu là một dự án của fan, nó đã được ủng hộ, cấp phép và hỗ trợ bởi Scott Cawthon. Loạt game diễn ra trong vũ trụ song song nơi chỉ có ba phần game đầu của Five Nights at Freddy's được tính. Loạt game cũng được xác nhận là nằm trong cùng vũ trụ với Five Nights at Candy's. Phiên bản đầu tiên của loạt game là một trò chơi giới thiệu có tên là POPGOES Arcade được phát hành vào ngày 1 tháng 4 năm 2016. Phần chính thức đầu tiên có tên là POPGOES, được phát hành vào ngày 26 tháng 6 năm 2016, theo sau là trò chơi giới thiệu tiếp theo tên POPGOES Arcade 2 vào ngày 8 tháng 4 năm 2017. POPGOES Reprinted là một dự án bao gồm một phiên bản làm lại và một phần tiếp theo cho POPGOES ban đầu dự kiến phát hành trong năm 2018, nhưng sau đó bị hủy. Loạt game được làm lại với POPGOES Arcade vào ngày 12 tháng 6 năm 2020. Dưới Fazbear Fanerse, một phiên bản mở rộng cho POPGOES Arcade là POPGOES and The Machinist cùng với một tựa game mới có tên POPGOES Evergreen được phát triển. Một phiên bản gồm tổng hợp được cho là đang được phát triển cho thiết bị di động và máy chơi tay cầm. POPGOES Arcade, cùng với POPGOES and The Machinist được phát hành vào ngày 1 tháng 7 năm 2022 trên Steam.

#### Five Nights at Freddy's Plus(KXĐ)
Five Nights at Freddy's Plus là một phiên bản làm lại của phần đầu tiên của Five Nights at Freddy's được phát triển bởi Phil Morg (biệt danh là Phisnom) và được cấp phép chính thức bởi Scott Cawthon. Trò chơi không thuộc cốt truyện chính thức của Five Nights at Freddy's và sẽ diễn ra trong một vũ trụ song song cùng với một cốt truyện khác lấy cảm hứng từ nguyên tác.

## Nhạc
Nhạc ambient cho bốn phần đầu tiên của Five Nights at Freddy's chủ yếu sử dụng nhạc được tìm trên Internet được Cawthon chuyển thể. Các bài hát bao gồm "Toreador Song" được người chơi hết điện trong Five Nights at Freddy's và "My Grandfather's Clock" được chơi khi xoay chiếc hộp nhạc của Puppet trong Five Nights at Freddy's 2. Sister Location, PIzzeria Simulator, Ultimate Custom Night, Help Wanted và Special Delivery đều sử dụng nhạc được sáng tác bởi Leon Riskin. Nhạc nền trong Security Breach được sáng tác bởi Allen Simpson, Leon Riskin và Gordon McGladdery.

## Các phương tiện khác
| 2015 | Five Nights at Freddy's: The Silver Eyes                               |
| 2016 |                                                                        |
| 2017 | Five Nights at Freddy's: The Twisted Ones                              |
| 2018 | Five Nights at Freddy's: The Fourth Closet                             |
| 2019 | Five Nights at Freddy's: The Silver Eyes: The Graphic Novel            |
| 2019 | Five Nights at Freddy's: Fazbear Frights #1: Into the Pit              |
| 2020 | Five Nights at Freddy's: Fazbear Frights #2: Fetch                     |
| 2020 | Five Nights at Freddy's: Fazbear Frights #3: 1:35AM                    |
| 2020 | Five Nights at Freddy's: Fazbear Frights #4: Step Closer               |
| 2020 | Five Nights at Freddy's: Fazbear Frights #5: Bunny Call                |
| 2020 | Five Nights at Freddy's: Fazbear Frights #6: Blackbird                 |
| 2021 | Five Nights at Freddy's: The Twisted Ones: The Graphic Novel           |
| 2021 | Five Nights at Freddy's: Fazbear Frights #7: The Cliffs                |
| 2021 | Five Nights at Freddy's: Fazbear Frights #8: Gumdrop Angel             |
| 2021 | Five Nights at Freddy's: Fazbear Frights #9: The Puppet Carver         |
| 2021 | Five Nights at Freddy's: Fazbear Frights #10: Friendly Face            |
| 2021 | Five Nights at Freddy's: Fazbear Frights #11: Prankster                |
| 2021 | Five Nights at Freddy's: The Fourth Closet: The Graphic Novel          |
| 2022 | Five Nights at Freddy's: Fazbear Frights #12: Felix the Shark          |
| 2022 | Five Nights at Freddy's: Tales from the Pizzaplex #1: Lally's Game     |
| 2022 | Five Nights at Freddy's: Tales from the Pizzaplex #2: Happs            |
| 2022 | Five Nights at Freddy's: Fazbear Frights: Graphic Novel Collection #1  |
| 2022 | Five Nights at Freddy's: Tales from the Pizzaplex #3: Somniphobia      |
| 2022 | Five Nights at Freddy's: Tales from the Pizzaplex #4: Submechanophobia |
| 2023 | Five Nights at Freddy's: Fazbear Frights: Graphic Novel Collection #2  |
| 2023 | Five Nights at Freddy's: Tales from the Pizzaplex #5                   |

### Bộ ba tiểu thuyết

#### Five Nights at Freddy's: The Silver Eyes(2015)
Five Nights at Freddy's: The Silver Eyes là tiểu thuyết đầu tiên của Scott Cawthon và Kira Breed-Wrisley. Nó được phát hành trước kế hoạch trên Kindle vào ngày 27 tháng 12 năm 2015, theo sau là phiên bản bìa cứng vào ngày 27 tháng 9 năm 2016. Tiểu thuyết kể về một nhóm bạn thời thơ ấu gặp nhau tại quê nhà của mình và dần dần khám phá ra các bí mật về chuỗi nhà hàng Freddy Fazbear's Pizza. Theo Cawthon, tiểu thuyết "mở rộng về bí ẩn và cho thấy yếu tố con người không xuất hiện trong game". Tuy tiểu thuyết lấy bối cảnh trong vũ trụ của Five Nights at Freddy's, tiểu thuyết và loạt game "không ăn khớp nhau như món đồ xếp hình".

#### Five Nights at Freddy's: The Twisted Ones(2017)
Five Nights at Freddy's: The Twisted Ones, tiểu thuyết thứ hai của Cawthon và Breed-Wrisley, là phần tiếp theo của Five Nights at Freddy's: The Silver Eyes được phát hiện trên Amazon dưới tên Cawthon vào ngày 8 tháng 1 năm 2017. Tuy phát hiện này dấy lên nhiều tranh cãi về tính xác thực của tiểu thuyết, Cawthon nhanh chóng xác nhận đây là bản phát hành chính thức. Tiểu thuyết, xuất bản ngày 27 tháng 6 năm 2017, xoay quanh nhân vật Charlie, nhân vật chính trong The Silver Eyes người bị "cuốn vào thế giới của những phát minh kinh dị của ba mình" khi muốn thoát khỏi nó.

#### Five Nights at Freddy's: The Fourth Closet(2018)
Five Nights at Freddy's: The Fourth Closet, tiểu thuyết thứ ba của Cawthon và Breed-Wrisley, được xuất bản vào ngày 26 tháng 6 năm 2018. Tiểu thuyết xoay quanh bạn của Charlie, người đang cố tìm chân tướng của những sự việc đã xảy ra với Charlie trong The Twisted Ones cùng lúc những sự kiện bí ẩn xảy ra sau khi một nhà hàng mới khai trương.

### Loạt truyện Fazbear Frights

#### Five Nights at Freddy's: Fazbear Frights #1: Into the Pit(2019)
Fazbear Frights #1: Into the Pit là tập đầu tiên trong loạt truyện Fazbear Frights được viết bởi Elley Cooper và Scott Cawthon. Nó được xuất bản vào ngày 26 tháng 12 năm 2019 và chứa ba câu chuyện ngắn: "Into the Pit", "To Be Beautiful", và "Count the Ways". "Into the Pit" kể về một đứa trẻ mang tên Oswald. Cậu không có bạn và cảm thấy nhàm chán vào mùa hè. Cậu sau phát hiện điều gì đó tại một nhà hàng pizza gần nhà. "To Be Beautiful" kể về cô bé tên Sarah, người muốn bản thân mình xinh đẹp và tìm thấy một con robot có thể giúp cô làm điều đó. "Count the Ways" kể về một thiếu niên tên Millie bị mắc kẹt trong người của Funtime Freddy và muốn biến mất khỏi thế giới.

#### Five Nights at Freddy's: Fazbear Frights #2: Fetch(2020)
Fazbear Frights #2: Fetch là tập thứ hai trong loạt truyện Fazbear Frights được viết bởi Andrea Waggener, Carly Anne West và Scott Cawthon. Nó được xuất bản vào ngày 3 tháng 3 năm 2020 và chứa ba câu chuyện ngắn: "Fetch", "Lonely Freddy", và "Out of Stock". "Fetch" kể về một học sinh trung học tên Greg, người tìm thấy một robot kì lạ có tên là Fetch trong một nhà hàng Freddy Fazbear's Pizza và quyết định thử nghiệm khoa học trên nó. "Lonely Freddy" kể về một cậu thiếu niên tên Alec muốn vạch mặt người chị của mình là một người hỗn xược khi đang ăn sinh nhật của chị mịnh tại Freddy Fazbear's Pizza. "Out of Stock" kể về một học sinh trung học tên là Oscar, người tìm thấy một món đồ chơi Plushtrap và cuối cùng phát hiện ra chân tướng của nó.

#### Five Nights at Freddy's: Fazbear Frights #3: 1:35AM(2020)
Fazbear Frights #3: 1:35AM là tập thứ ba trong loạt truyện Fazbear Frights được viết bởi Andrea Waggener, Elley Cooper và Scott Cawthon. Nó được xuất bản vào ngày 5 tháng 5 năm 2020 và chứa ba câu chuyện ngắn: "1:35AM", "Room for One More", và "The New Kid". "1:35AM" kể về một người phụ nữ vừa ly hôn mua về một con búp bê Ella và dùng nó làm báo thức. Cô ta vứt nó đi nhưng vẫn chịu tra tấn bởi tiếng báo thức ấy. "Room for One More" kể về một chàng trai trẻ tên Stanley, làm việc tại Circus Baby's Entertainment and Rental. "The New Kid" kể về Devon và người bạn Mike của mình đang dạy cho đứa bạn mới một bài học vì cả gan cướp sự nổi tiếng của mình.

#### Five Nights at Freddy's: Fazbear Frights #4: Step Closer(2020)
Fazbear Frights #4: Step Closer là tập thứ tư trong loạt truyện Fazbear Frights được viết bởi Andrea Waggener, Kelly Parra, Elley Cooper và Scott Cawthon. Nó được xuất bản vào ngày 7 tháng 7 năm 2020 và chứa ba câu chuyện ngắn: "Step Closer", "Dance with Me", và "Coming Home". "Step Closer" theo chân Pete, người đang cố dọa em mình bằng Foxy. "Dance with Me" kể về Kasey, một tên trộm sau khi đánh cắm một cặp kính bằng bìa bắt đầu nhìn thấy Ballora. "Coming Home" kể về Samantha, người đang cố giúp người em đã chết của mình Susie.

#### Five Nights at Freddy's: Fazbear Frights #5: Bunny Call(2020)
Fazbear Frights #5: Bunny Call là tập thứ năm trong loạt truyện Fazbear Frights được viết bởi Andrea Waggener, Elley Cooper và Scott Cawthon. Nó được xuất bản vào ngày 1 tháng 9 năm 2020 và chứa ba câu chuyện ngắn: "Bunny Call", "In the Flesh", và "The Man in Room 1280". "Bunny Call" kể về một người đàn ông tên Bob, người gọi một cuộc Bunny Call để chơi khăm gia đình. "In the Flesh" theo chân nhà phát triển game tên Matt khi các nhân vật mà anh lập trình bắt đầu hành động kỳ lạ. "The Man in Room 1280" kể về một linh mục tên Arthur đến thăm một người đàn ông đã lẽ phải chết, nhưng vẫn còn sống.

#### Five Nights at Freddy's: Fazbear Frights #6: Blackbird(2020)
Fazbear Frights #6: Blackbird là tập thứ sáu trong loạt truyện Fazbear Frights được viết bởi Andrea Waggener, Kelly Parra và Scott Cawthon. Nó được xuất bản vào ngày 29 tháng 12 năm 2020 và chứa ba câu chuyện ngắn: "Blackbird", "The Real Jake" và "Hide-and-Seek". "Blackbird" kể về một người đàn ông tên là Nole, người bị ám ảnh bởi các hành động của mình trong quá khứ. "The Real Jake" xoay quanh nhân vật Jake, một đứa trẻ sắp chết tìm thấy sự an ủi thông qua một con robot làm bởi ba mẹ của cậu. "Hide-and-Seek" theo chân Toby, người vô tình thả một thực thể ác độc khỏi một máy arcade.

#### Five Nights at Freddy's: Fazbear Frights #7: The Cliffs(2021)
Fazbear Frights #7: The Cliffs là tập thứ bảy trong loạt truyện Fazbear Frights được viết bởi Andrea Waggener, Elley Cooper và Scott Cawthon. Nó được xuất bản vào ngày 2 tháng 3 năm 2021 và chứa ba câu chuyện ngắn: "The Cliffs", "The Breaking Wheel" và "He Told Me Everything". "The Cliffs" kể về một người ba đơn thân tên là Robert. "The Breaking Wheel" kể về một cậu bé tên Reed muốn đấu tranh trước tên bắt nạt của trường. "He Told Me Everything" kể về một cậu bé tên Chris gia nhập câu lạc bộ khoa học của trường.

#### Five Nights at Freddy's: Fazbear Frights #8: Gumdrop Angel(2021)
Fazbear Frights #8: Gumdrop Angel là tập thứ tám trong loạt truyện Fazbear Frights được viết bởi Andrea Waggener và Scott Cawthon. Nó được xuất bản vào ngày 4 tháng 5 năm 2021 và chứa ba câu chuyện ngắn: "Gumdrop Angel", "Sergio's Lucky Day" và "What We Found". "Gumdrop Angel" kể về một cô gái tên Angel trả thù người chị hư hỏng. "Sergio's Lucky Day" kể về người đàn ông tên Sergio có được một món đồ chơi mới. "What We Found" kể về một người đàn ông tên Hudson nhận được công việc bảo vệ.

#### Five Nights at Freddy's: Fazbear Frights #9: The Puppet Carver(2021)
Fazbear Frights #9: The Puppet Carver là tập thứ chín trong loạt truyện Fazbear Frights được viết bởi Elley Cooper và Scott Cawthon. Nó được xuất bản vào ngày 6 tháng 7 năm 2021 và chứa ba câu chuyện ngắn: "The Puppet Carver", "Jump for Tickets" và "Pizza Kit". "The Puppet Carver" kể về người đàn ông tên Jack đang cố gắng quản lý một nhà hàng pizza. "Jump for Tickets" kể vệ một cậu bé tên Colton đang sửa chữa một cỗ máy. "Pizza Kit" kể về một cô bé Payton đang đau buồn sau khi bạn cô mất.

#### Five Nights at Freddy's: Fazbear Frights #10: Friendly Face(2021)
Fazbear Frights #10: Friendly Face là tập thứ mười trong loạt truyện Fazbear Frights được viết bởi Andrea Waggener và Scott Cawthon. Nó được xuất bản vào ngày 7 tháng 11 năm 2021 và chứa ba câu chuyện ngắn: "Friendly Face", "Sea Bonnies" và "Together Forever". "Friendly Face" kể về một cậu bé tên Edward đang cố làm một con robot dựa trên con mèo đã chết của mình. "Sea Bonnies" kể về cậu bé tên Mott, người đã cho những con thú cưng của em mình vào bồn cầu. "Together Forever" kể về một cô gái tên Jessica đang lập trình lại một con robot bị bỏ.

#### Five Nights at Freddy's: Fazbear Frights #11: Prankster(2021)
Fazbear Frights #11: Prankster là tập thứ mười một và là tập cuối cùng trong loạt truyện Fazbear Frights được viết bởi Andrea Waggener, Elley Cooper và Scott Cawthon. Nó được xuất bản vào ngày 2 tháng 11 năm 2021 và chứa ba câu chuyện ngắn: "Prankster", "Kids at Play" và "Find Player Two!". "Prankster" kể về người đàn ông tên Jeremiah người bị chơi khăm bởi đồng nghiệp của mình. "Kids at Play" kể về một cậu bé tên Joel người đã tông trúng một cậu bé với xe của mình và chạy khỏi hiện trường. "Find Player Two!" ek63 về một cô gái tên Aimee người đang bị mặc cảm về sự biến mất của người bạn của mình.

#### Five Nights at Freddy's: Fazbear Frights #12: Felix the Shark(2021)
Fazbear Frights #12: Felix the Shark là tập thứ mười hai và là tập thêm trong loạt truyện Fazbear Frights được viết bởi Andrea Waggener, Kelly Parra, Elley Cooper và Scott Cawthon. Nó được xuất bản vào ngày 19 tháng 4 năm 2022 và chứa ba câu chuyện ngắn: "Felix the Shark", "The Scoop" và "You're the Band". "Felix the Shark" kể về một người đàn ông tên Dirk đang tìm kiếm con robot từ thời thơ ấu của mình. "The Scoop" kể về một cô gái tên Mandy sau khi tìm thấy một bức ảnh là trong một trò chơi. "You're the Band" kể về một người phụ nữ tên Sylvia đi mua cho con của mình một chiếc mặt nạ Freddy Fazbear.

### Loạt truyện Tales from the Pizzaplex

#### Five Nights at Freddy's: Tales from the Pizzaplex #1: Lally's Game(2022)
Tales from the Pizzaplex #1: Lally's Game là tập đầu tiên trong loạt truyện Tales from the Pizzaplex được viết bởi Andrea Waggener, Kelly Parra và Scott Cawthon. Nó được xuất bản vào ngày 19 tháng 7 năm 2022 và chứa ba câu chuyện ngắn: "Frailty", "Lally's Game" và "Under Construction".

#### Five Nights at Freddy's: Tales from the Pizzaplex #2: Happs(2022)
Tales from the Pizzaplex #2: Happs là tập thứ hai sắp được xuất bản trong loạt truyện Tales from the Pizzaplex được viết bởi Andrea Waggener, Elley Cooper và Scott Cawthon. Nó sẽ được xuất bản vào ngày 30 tháng 8 năm 2022 và chứa ba câu chuyện ngắn: "Help Wanted", "Happs" và "B7".

#### Five Nights at Freddy's: Tales from the Pizzaplex #3: Somniphobia(2022)
Tales from the Pizzaplex #3: Somniphobia là tập thứ ba sắp được xuất bản trong loạt truyện Tales from the Pizzaplex được viết bởi Andrea Waggener, Kelly Parra và Scott Cawthon. Nó sẽ được xuất bản vào ngày 1 tháng 11 năm 2022.

#### Five Nights at Freddy's: Tales from the Pizzaplex #4: Submechanophobia(2022)
Tales from the Pizzaplex #4: Submechanophobia là tập thứ tư sắp được xuất bản trong loạt truyện Tales from the Pizzaplex được viết bởi Andrea Waggener và Scott Cawthon. Nó sẽ được xuất bản vào ngày 27 tháng 12 năm 2022.

#### Five Nights at Freddy's: Tales from the Pizzaplex #5(2023)
Tales from the Pizzaplex #5 là tập thứ năm sắp được xuất bản trong loạt truyện Tales from the Pizzaplex. Nó sẽ được xuất bản vào ngày 7 tháng 3 năm 2023.

### Các tiểu thuyết đồ họa

#### Five Nights at Freddy's: The Silver Eyes: The Graphic Novel(2019)
Five Nights at Freddy's: The Silver Eyes: The Graphic Novel là tiểu thuyết đồ họa chuyển thể từ Five Nights at Freddy's: The Silver Eyes được xuất bản vào ngày 26 tháng 12 năm 2019. Nó được chuyển thể và vẽ bởi Claudia Schröder (còn được biết đến là PinkyPills).

#### Five Nights at Freddy's: The Twisted Ones: The Graphic Novel(2021)
Five Nights at Freddy's: The Twisted Ones: The Graphic Novel là tiểu thuyết đồ họa chuyển thể từ Five Nights at Freddy's: The Twisted Ones được xuất bản vào ngày 2 tháng 2 năm 2021. Nó được chuyển thể bởi Christopher Hastings và vẽ bởi Claudia Aguirre.

#### Five Nights at Freddy's: The Fourth Closet: The Graphic Novel(2021)
Five Nights at Freddy's: The Fourth Closet: The Graphic Novel là tiểu thuyết đồ họa chuyển thể từ Five Nights at Freddy's: The Fourth Closet được xuất bản vào ngày 28 tháng 12 năm 2021. Nó được chuyển thể bởi Hastings và vẽ bởi Diana Camero.

#### Five Nights at Freddy's: Fazbear Frights: Graphic Novel Collection #1(2022)
Five Nights at Freddy's: Fazbear Frights: Graphic Novel Collection #1 là tiểu thuyết đồ họa đầu tiên chuyển thể từ loạt truyện Fazbear Frights và sẽ được chuyển thể bởi Hastings và vẽ bởi Didi Esmeralda, Anthony Morris Jr., và Andi Santagata. Tiểu thuyết sẽ được xuất bản vào ngày 6 tháng 11 năm 2022, bao gồm các câu chuyện "Into the Pit" và "To Be Beautiful" từ Five Nights at Freddy's: Fazbear Frights #1: Into the Pit và "Out of Stock" từ Five Nights at Freddy's: Fazbear Frights #2: Fetch.
Five Nights at Freddy's: Fazbear Frights: Graphic Novel Collection #2 (2023)
Five Nights at Freddy's: Fazbear Frights: Graphic Novel Collection #2 là tiểu thuyết đồ họa thứ hai chuyển thể từ loạt truyện Fazbear Frights và sẽ được chuyển thể bởi Hastings và vẽ bởi Didi Esmeralda, Anthony Morris Jr., và Coryn MacPherson. Tiểu thuyết sẽ được xuất bản vào ngày 7 tháng 3 năm 2023, bao gồm các câu chuyện "Fetch" từ Five Nights at Freddy's: Fazbear Frights #2: Fetch và "Room for One More" và "The New Kid" từ Five Nights at Freddy's: Fazbear Frights #3: 1:35AM.

### Phim chuyển thể
Warner Bros. Prictures thông báo vào tháng 4 năm 2015 rằng họ đã mua được bản quyền phim cho loạt game, và sẽ được sản xuất bởi Roy Lee, David Katzenberg, và Seth Grahame-Smith. Grahame-Smith nói rằng họ sẽ hợp tác với Cawthon để "làm một bộ phim điên rồ, đáng sợ và dễ thương một cách kỳ lạ". Tháng 7 năm 2015, Gil Kenan đã ký hợp đồng đạo diễn bộ phim và sẽ cũng viết kịch bản với Tyler Burton Smith.
Tháng 1 năm 2017, Cawthon thông báo vì "vấn đề trong ngành điện ảnh nói chung", bộ phim đã "gặp khó khăn và bị trì hoãn nhiều lần" và tiến độ đã "trở về con số 0". Ông hứa rằng "sẽ tham gia vào bộ phim từ đầu vì đây là điều rất quan trọng đối với tôi. Tôi muốn bộ phim này phải là cái gì đó cộng đồng muốn xem." Cawthon sau đó đã đăng lên Twitter một bức hình của Blumhouse Productions vào tháng 3 cùng năm, với ẩn ý rằng bộ phim đã chuyển sang công ty sản xuất mới. Nhà sản xuất Jason Blum xác nhận thông tin hai tháng sau, và nói rằng ông rất hứng thú khi được làm việc với Cawthon trong dự án chuyển thể này. Tháng 6 năm 2017, Kenan nói rằng ông sẽ không làm đạo diễn của phim nữa sau khi phim đã được chuyển sang cho Blumhouse. Tháng 2 năm 2018, Chris Columbus được công bố rằng ông sẽ làm đạo diễn và biên kịch cho bộ phim, đồng thời tham gia sản xuất với Blum và Cawthon. Tháng 8 năm 2018, Cawthon thông báo bản thảo đầu tiên cho kịch bản phim (liên quan đến các sự kiện trong phần game đầu tiên) đã hoàn thành và có khả năng cho các bộ phim thứ hai và ba. Cũng trong tháng 8, Blum đã đăng lên Twitter nói rằng bộ phim dự kiến ra mắt vào năm 2020. Tuy nhiên, vài tháng sau, vào tháng 11 năm 2018, Cawthon thông báo kịch bản của phim đã bị hủy bỏ và bộ phim sẽ lại bị lùi lịch. Sau gần hai năm không có thông báo, Blum xác nhận vào tháng 6 năm 2020 rằng bộ phim vẫn đang được phát triển, điều mà ông tiếp tục nhấn mạnh vào tháng 11 năm 2020.
Vào ngày 20 tháng 11 năm 2020, Cawthon,trên một bài đăng Reddit nói về các kịch bản phim bị từ chối, đã thông báo rằng bộ phim theo kịch bản tên "Mike" sẽ được quay vào mùa xuân năm 2021. Mặc dù vậy, Blum sau đó tiết lộ vào tháng 11 năm 2021 rằng bộ phim vẫn còn vấn đề trong khâu kịch bản và Columbus sẽ không còn làm đạo diễn của dự án. Tháng 3 năm 2022, Blum thông báo rằng các tin tức về bộ phim đang "rất rất gần" và nó có thể được ra mắt vào năm 2023.

## Đánh giá
| Trò chơi                                 | Metacritic |
| ---------------------------------------- | ---------- |
| Five Nights at Freddy's                  | 78/100     |
| Five Nights at Freddy's 2                | 62/100     |
| Five Nights at Freddy's 3                | 68/100     |
| Five Nights at Freddy's 4                | 51/100     |
| Five Nights at Freddy's: Sister Location | 62/100     |
| Freddy Fazbear's Pizzeria Simulator      | N/A        |
| Ultimate Custom Night                    | N/A        |
| Five Nights at Freddy's: Help Wanted     | 80/100     |
| Five Nights at Freddy's: Security Breach | 64/100     |

Phần Five Nights at Freddy's đầu tiên nhận đánh giá "tích cực chung" theo trang web tổng hợp đánh giá Metacritic, với bản Windows nhận 78 trên 100 điểm. Indie Game Magazine ca ngợi trò chơi về cách tiếp cận đơn giản với thể loại kinh dị, cho rằng trò chơi là "một ví dụ tuyệt vời rằng sự thông mình trong thiết kế và sự tinh tế có thể được dùng để tạo một trải nghiệm đáng sợ". Họ nhấn mạnh rằng hơi hướng hội họa của nó và cơ chế chơi đã góp vào cảm giác "căng thẳng tàn bạo", nhưng họ phê bình rằng thời gian chờ quá lâu khi chạy trò chơi. Omri Petitte của PC Gamer cho Five Nights at Freddy's 80 trên 100 điểm, nói rằng trò chơi đã áp dụng nguyên lý "ít là nhiều" cho thiết kế của nó, và ca ngợi bầu không khí gia tăng nỗi sợ và hồi hộp về một mối nguy hiểm đang đến gần, thay vì sử dụng chính mối nguy hiểm ấy đề hù dọa như những trò chơi kinh dị khác. Tuy nhiên, lối chơi bị phê bình là trở nên lặp lại khi người chơi đã thành thạo, lưu ý rằng người chơi "không có gì phải trông chờ ngoài việc quản lý nguồn điện và chọn thời điểm thích hợp để đóng cửa." Ryan Bates của Game Revolution chấm trò chơi 4.5 trên 5 và ca ngợi sự đơn giản của trò chơi (đặt biệt là trong thiết kế âm thanh và nhạc) đã góp phần vào nỗi sợ trong trò chơi, và cùng với lối chơi lặp lại rằng nó dường như "[đạt đến] mức độ tương tự OCD, gia tăng vào bầu không khí căng thẳng." Anh cho rằng trò chơi là một trò chơi "kinh dị được thực hiện đúng", nhưng cảm thấy nó hơi ngắn. Shaun Musgrave của TouchArcade chấm trò chơi 3.5 trên 5 điểm, nói rằng trò chơi dựa vào bầu không khí để kích thích nỗi sợ, cho rằng "nếu bầu không khí không làm bạn sợ, thì đây chỉ là trò chơi đèn đỏ-đèn xanh đơn giản." Jeffery Matulef của Eurogamer gọi trò chơi "sáng tạo tuyệt vời", và so sánh các con vật robot trong trò chơi với Thiên thần Than khóc bởi khả năng chỉ có thể di chuyển khi không được nhìn thấy.
Five Nights at Freddy's 2 nhận đánh giá "trung bình" theo Metacritic, với bản Windows nhận 62 trên 100 điểm. Omri Petitte của PC Gamer cho trò chơi 70 trên 100 điểm, nói rằng anh hy vọng phần hai "có nhiều yếu tố trí tuệ và sự không chắc chắn hơn. Tôi muốn các bộ đồ robot to lớn tìm đến tôi và xé mặt của tôi ra theo các cách mới mẻ và thú vị. Tôi muốn những cái chân biết chạy. Cái tôi nhận được là một trò chơi kinh dị đi sâu vào sự giả dối và tinh tế, một ly cocktail ác độc một cách tuyệt vời gồm bí ẩn siêu nhiên và những cơn cuộn trào adrenalin trong hoảng loạn. Tuy nhiên, việc tận hưởng những phần tốt lại đi kèm với cái giá là một trò chơi khó khăn đến mức ức chế." Destructoid cũng cho trò chơi nhận xét tốt, nói rằng "Thật đáng sợ khi nghĩ rằng bạn có thể bị tấn công bất kì lúc nào từ nhiều hướng", ca ngợi sự giới thiệu của các nhân vật mới và cơ chế mới, nhưng đồng thời cũng phê bình các jumpscare và cho rằng trò chơi "quá khó so với nó". Trong một bài đánh giá cho phiên bản Nintendo Switch của trò chơi trong năm 2019, Mitch Vogel của Nintendo Life đã nói: "Five Nights at Freddy's 2 có thể không tạo ra đột phá gì mới, nhưng nó vẫn hoàn thành một nhiệm vụ tốt trong việc khiến bạn căng thẳng."
Five Nights at Freddy's 3 nhận đánh giá "trung bình" theo Metacritic, với bản Windows nhận 68 trên 100 điểm. Omri Petitte của PC Gamer cho Five Nights at Freddy's 3 77 trên 100 điểm, ca ngợi hệ thống camera đã được làm mới, nhưng nhận xét các jumpscare từ các nhân vật robot khác "bị nhàm chán kể từ đêm thứ ba." Trong một bài đánh giá tiêu cực hơn, Nic Rowen của Destructoid chấm tựa game 6.5 trên 10, nói rằng mặc dù phần game "làm hài lòng nhất trong loạt game", anh phê bình Springtrap và Fazbear's Fright thiếu đi sự "ấm áp của dàn nhân vật và địa điểm ban đầu."
Five Nights at Freddy's 4 nhận đánh giá "trung bình" theo Metacritic, với bản Windows nhận 51 trên 100 điểm. Destructoid phê bình lối chơi quá khó hiểu, và cho trò chơi điểm 4 trên 10. Trong khi đó, The Escapist cho trò chơi nhận điểm tích cực 4 trên 5 sao và cho rằng họ thích cách chơi được thay đổi, cốt truyện đen tối và xúc động, jumpscare đáng sợ và cái kết buồn nhưng nhấn mạnh các lỗi của trò chơi. Nadia Oxford của Gamezebo cho trò chơi 4 trên 5 sao trong đánh giá của cô, khen ngợi bầu không khí căng thẳng, nhạc và đồ họa kinh dị, và jumpscare. Cô phê bình trò chơi quá khó để chơi trong một số trường hợp khi phải dựa vào âm thanh và phê bình phiên bản Android không có các minigame quan trọng về phần cốt truyện.
Five Nights at Freddy's: Sister Location nhận đánh giá "trung bình" theo Metacritic, với bản Windows nhận 62 trên 100 điểm. Destructoid chấm 6/10, trong khi GameCrate chấm 7.50/10. Shelby Watson của The All State cho trò chơi đánh giá tích cực, cho rằng chất lượng của nó ngang bằng chất lượng của phần đầu tiên, nhưng không giống như phần đầu, trò chơi không cho phép người chơi sử dụng các cơ chế chỉ bằng cách luyện tập. Cô viết, "...Mỗi đêm thật khác biết, việc cảm thấy thoải mái với các cơ chế đến mức tự nhiên là điều không thể. Trò chơi đã thay đổi quá nhiều, bạn bắt buộc phải thích ứng và luôn luôn cảm thấy căng thẳng và hồi hộp, chờ đợi điều gì đó đến." TechRaptor cho trò chơi điểm 9/10, nói rằng trò chơi "thật sự đáng sợ" với "cách kể chuyện tốt" và khen ngợi các diễn viên lồng tiếng.
Freddy Fazbera's Pizzeria Simulator nhận đánh giá hầu hết là tích cực. GameCrate cho rằng nó "giá trị tốt nhất trong số các trò chơi hiện giờ", và Rock Paper Shotgun gọi nó "rất đáng sợ". Ball State Daily News cũng cho đánh giá tích cực, cho trò chơi 7.6/10 và gọi nó là "một cuộc cách mạng thú vị cho dòng game Five Nights [at Freddy's]." IGN đã thêm Freddy Fazbear's Pizzeria Simulator vào danh sách 18 Trò chơi Kinh dị Hay Nhất 2017.
Ultimate Custom Night nhận đánh giá hầu hết là tích cực. Rock Paper Shotgun cho rằng trò chơi là "mớ hỗn độn thú vị", và PC Gamer gọi nó là một "tiếp cận hay và tùy chỉnh của dòng trò chơi kinh dị sinh tồn cổ điển".
Five Nights at Freddy's: Help Wanted nhận đánh giá "tích cực chung" với bản PlayStation 4 nhận 80 trên 100 điểm theo Metacritic; trong khi bản Nintendo Switch nhận đánh giá "trung bình" với 53 trên 100 điểm. Các nhà phê bình khen ngợi tựa game về cách sử dụng của thực tế ảo và thành công của nó trong việc giới thiệu cơ chế mới nhưng vẫn giữ được bầu không khí đáng sợ của loạt game, đồng thời đủ dễ cho người chơi mới. Tuy nhiên, việc lạm dụng jumpscare trong trò chơi có thể khiến một số người chơi cảm thấy bớt sợ hoặc khó chịu sau này. Stuart Gipp của Nintendo Life phê bình phiên bản Nintendo Switch của trò chơi và cho nó 3 trên 10 điểm. Lời phê bình chủ yếu đến từ việc trò chơi trở nên vô nghĩa khi loại bỏ chế độ VR, khiến nó trở thành một "tuyển tập minigame không tốt" với "lối chơi hạn chế" vì các phần game trước cũng đã có mặt trên thiết bị. Họ cho rằng việc ra mắt trên nền tảng này chỉ để lợi dụng doanh số thị trường của thiết bị. Trò chơi được PlayStation liệt vào danh sách "Trò chơi Kinh dị Yêu thích Nhất 2019" trên trang web của họ. và là một trong 30 trò chơi VR bán chạy nhất Steam. Trò chơi được đề cử cho Giải Coney Island Dreamland cho Trò chơi AR/VR Tốt nhất tại New York Game Awards năm 2020.
Five Nights at Freddy's: Security Breach nhận đánh giá "trung bình", theo Metacritic. Jeuxvideo.com đánh giá trung bình, khen ngợi bầu không khí và sự độc đáo ở một số phần trong trò chơi, nhưng phê bình các lỗi kỹ thuật. Ben "Yahtzee" Croshaw của The Escapist phê bình trò chơi nhiều hơn, khen ngợi đồ họa, nhưng phê bình các lỗi, thiết kế và hệ thống lưu hạn chế. Trò chơi được đề cử và thắng giải Players' Choice Tháng 12 năm 2021 trên blog chính thức của PlayStation.

## Ảnh hưởng văn hóa

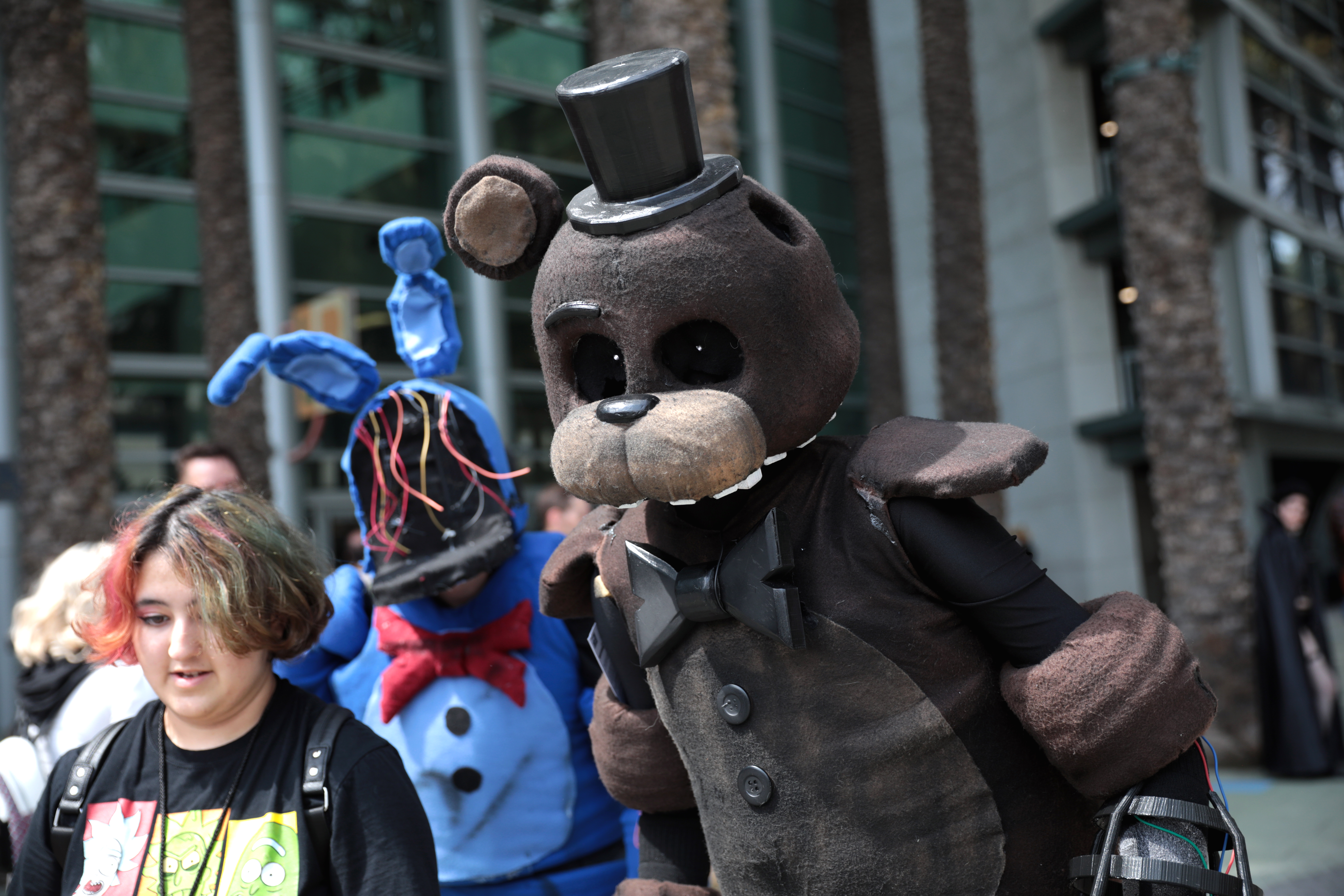
Cosplay của nhân vật Withered Freddy và Withered Bonnie tại WonderCon 2022

### Cộng đồng fan
Từ lần phát hành của phần game đầu tiên, Five Nights at Freddy's đã trở thành một chủ đề bàn tán nổi tiếng giữa các người hâm mô trên các nền tảng xã hội như Reddit, và thường xuyên xuất hiện trong các video Let's Play. Các YouTuber nổi tiếng như PewDiePie, Markiplier, và Jacksepticeye đã giúp loạt game nhận được nhiều sự chú ý thông qua video chơi game của họ. Tháng 5 năm 2015, YouTube thông báo các video chơi loạt game Five Nights at Freddy's đứng thứ tám trong số các trò chơi được coi nhiều nhất. Các kênh như The Game Theorists thường xuyên làm những video liên quan đến Five Nights at Freddy's, chủ yếu nghiêng về cốt truyện của loạt thương hiệu.
Một lượng lớn các fan game đã lấy cảm hứng từ cơ chế của Five Nights at Freddy's. Các fan game của thương hiệu nhiều đến nỗi nền tảng Game Jolt phải tạo một thể loại riêng dành cho các trò chơi fan game của Five Nights at Freddy's để làm ngợp trang web.:74
Mặc dù cộng đồng Five Nights at Freddy's đã bị chỉ trích là quá trẻ con, Cawthon đã bảo vệ họ trên Steam và chỉ trích lại cộng đồng khác vì cái mà ông gọi là sự khái quát không công bằng.
Tháng 9 năm 2020, một video có sự góp mặt của Jack Black nhảy theo điệu nhạc của một bài hát fan đã gây bão mạng xã hội TikTok. Black 4 tháng trước cũng góp mặt trong một tập của Jimmy Kimmel Live! vào tháng 4 năm 2020 mang một chiếc mặt nạ của nhân vật Glitchtrap, nơi anh nói rằng anh cũng là một fan của loạt game Five Nights at Freddy's. Jack và con trai của mình, Samuel, trước đó đã từng chơi Five Nights at Freddy's 4 cùng Markiplier để quảng báo phim Goosebumps dựa trên nguyên tác của R. L. Stine.

### Sản phẩm thương mại
Các sản phẩm thương mại của Five Nights at Freddy's chủ yếu được sản xuất bởi hai công ty: Sanshee và Funko. Các sản phẩm bao gồm đồ chơi nhồi bông, mô hình, áp phích, móc khóa, văn phòng phẩm và nhiều thứ khác. McFarlane Toys cũng có một dòng sản phẩm Five Nights at Freddy's, chủ yếu là đồ chơi xếp gạch. Todd McFarlane, CEO của công ty, nói rằng dòng sản phẩm này "là dòng sản phẩm bán chạy nhất, vượt xa những gì tôi từng bán hơn 20 năm qua." Những sản phẩm được bán toàn cầu này cũng là một trong những tác nhân dẫn đến thành công của thương hiệu.